# Liste der Kulturdenkmale in Kamenz

Wappen von Kamenz

In der Liste der Kulturdenkmale in Kamenz sind die Kulturdenkmale der sächsischen Stadt Kamenz verzeichnet, die bis September 2024 vom Landesamt für Denkmalpflege Sachsen erfasst wurden (ohne archäologische Kulturdenkmale). Die Anmerkungen sind zu beachten.
Diese Liste ist eine Teilliste der Liste der Kulturdenkmale im Landkreis Bautzen.

## Aufteilung
Wegen der großen Anzahl von Kulturdenkmalen in Kamenz sind die Kulturdenkmale in den Ortsteilen in Teillisten aufgeführt.
| Bernbruch                        |
| Biehla                           |
| Brauna                           |
| Cunnersdorf                      |
| Deutschbaselitz (Němske Pazlicy) |
| Gelenau                          |
| Hausdorf                         |
| Hennersdorf                      |
| Jesau (Jěžow)                    |

| Liebenau                 |
| Lückersdorf (Lěpkarjecy) |
| Petershain               |
| Rohrbach                 |
| Schiedel (Křidoł)        |
| Schönbach                |
| Schwosdorf               |
| Wiesa (Brěznja)          |
| Zschornau (Čornow)       |

## Kamenz
| Bild                                    | Bezeichnung | Lage                                                                    | Datierung | Beschreibung | ID       |
| --------------------------------------- | --- | ----------------------------------------------------------------------- | --- | --- | -------- |
|                                         | Denkmalschutzgebiet Altstadt Kamenz | (Karte)                                                                 | | Denkmalschutzgebiet Altstadt Kamenz | 09284020 |
| Weitere Bilder                          | Böschungsmauern (Granit) beidseitig der Bahngleise einschließlich Brücke (in Höhe Zwingerstraße) und Brücke an Tunneleinfahrt (vor Bönischplatz) mit aufwendigem dekorativen Fries | Am Damm (von Höhe Am Damm 7 bis Höhe Am Damm 1) (Karte)                 | 2. Hälfte 19. Jahrhundert | Eisenbahntunnel der Bahnstrecke Kamenz–Pirna (6200, sä KP), km 0,9, aufwendig in den Fels getriebener Eisenbahntunnel mit dekoraktiven Böschungsmauern in Granit mit bauzeitlichem Geländer im Kamenzer Stadtzentrum mit stadtbildprägender Wirkung, Portale mit aufwendigem dekorativen Fries, verkehrsgeschichtliche Bedeutung. - Schutzgüter: - Eisenbahntunnel: Länge 120 m, Höhe 6,30 m, Breite 8 m, ehemals zweigleisige Strecke (ab 1890, nach Elstra) - Böschungsmauer, Futtermauer: Granit, aufgrund der Bodenbeschaffenheit (Sand) mit Stützelementen - Geländer: um 1871, Eisen, durchgängig laufender Handlauf mit 3 übereinander angeordneten Eisenstangen, Verbindungspunkte als flache Würfel gestaltet, zur Absturzsicherung | 09303316 |
| Weitere Bilder                          | Jugendstilvilla in offener Bebauung mit Einfriedung | Am Damm 1 (Karte)                                                       | Anfang 20. Jahrhundert | Singulär, baugeschichtlich von Bedeutung, Sandsteingewände, Holzzierformen, zweigeschossig | 09227748 |
| Weitere Bilder                          | Ehemaliges Amtsgericht | Am Damm 5 (Karte)                                                       | 1844 | Stadtgeschichtlich und baugeschichtlich von Bedeutung, dreigeschossiges Verwaltungsgebäude, Gurtgesims, Wappenkartusche über der Eingangstür, Rundbogenfenster, Kranzgesims, Dachhäuschen, schmiedeeiserne Blitzableiter, das dazugehörige Gefängnis kein Denkmal, Abbruchgenehmigung für das ehemalige Amtsgerichtsgebäude | 09227652 |
| Weitere Bilder                          | Ehemaliger Barmherzigkeitsstift und Böhnisch-Mausoleum sowie ehemaliger Krankenhausgarten (Gartendenkmal) | Am Damm 7 (Karte)                                                       | 1824 (Stift); 1828 (Seitenflügel); um 1835 (Mausoleum)                                                                                                 | Ortsgeschichtliche, baugeschichtliche, gartengeschichtliche, sozialhistorische und personengeschichtliche Bedeutung sowie straßenbildprägender Wert. Breitgelagerter Bau mit klassizistisch gestalteter Fassade, Seitenflügel 1828, ohne Anbauten, bis 2000 Kamenzer Malteser-Krankenhaus, hinter dem Stiftsgebäude Mausoleum des Arztes Johann Gottfried Böhnisch (1777–1831), Nutzung als Georg-Baselitz-Haus geplant, hinter dem Stiftsgebäude erstreckt sich der ehemalige Park. Ursprünglich führte in der Achse des Gebäudes ein gerader Weg direkt zum Mausoleum, in der Mitte des Weges befand sich ein Rondell, Weg war flankiert von in regelmäßigen Abständen angepflanzten Obstbäumen, rechts und links des zentralen Weges Obstbaumwiese. Hinterer Teil um Mausoleum war parkartig gestaltet, mit Gehölzen, noch heute so erhalten. Teile des Gartendenkmals: - Vorgarten mit Koniferen - Hof (ehemals) - Stiftsgarten (ehemals Obstgarten, von Ost nach West ansteigende Wiese) - Stiftspark | 09227655 |
|                                         | Sowjetisches Ehrenmal | Am Hutberg (Königsbrücker Straße) (Karte)                               | 1946/47 | Obelisk aus rotem Porphyr gestalterischer Mittelpunkt, Begräbnisort von 18 Sowjetsoldaten, geschichtlich von Bedeutung. In Einzel- und Gemeinschaftsgräbern ruhen hier Soldaten und Offiziere, in den Kämpfen in der Umgebung im April 1945 gefallen, bzw. im Mai 1945 in Lazaretten verstorben. Unter ihnen ein „Held der Sowjetunion“. Die Gräber tragen einheitlich gestaltete Grabobeliske mit Namenstafeln. Im Zentrum Denkmal: Auf einem Podest Sockel, an der Vorderseite Tafel mit ehrender Inschrift, darüber Pyramidenaufsatz, an der Vorderseite Sowjetstern. Material: Beton, verputzt, Höhe etwa 650 cm. | 09227781 |
| Weitere Bilder                          | Hutberg (Sachgesamtheit); Rhododendronpark | Am Hutberg 23, 25, 27, 29 (Karte)                                       | Ab 1893 (zentraler Parkteil); 1893–1938 (südlicher Teil); ab 1925 (nordöstlicher Teil)                                                                 | Sachgesamtheit Hutberg mit folgenden Einzeldenkmalen: Hotelgebäude mit Saalanbau und Holzveranda (09227783), Lessingturm und Nebengebäude (09227779), Waldpark mit Sitz- und Aussichtsplätzen einschließlich steinerner Bank und Steintisch, Freilichtbühne bzw. Thingstätte einschließlich fünf Granitsockel ehemaliger Granitstelen am oberen Ende der Anlage (heute genutzt als Blumenkübel), Gedenkanlage mit zwei Gesangsfest-Gedenksteinen, unregelmäßigem Natursteinkranz und Solitärbaum, Gedenkanlage mit Bismarck-Gedenkstein, gerahmt von Freifläche einschließlich neuerem schmiedeeisernen Zaun als Einheit von Denkmalwert, Gedenkanlage mit König-Albert-Gedenkstein, dahinter Gedenkbaum, davor Baumpaar (09300864), außerdem folgende Gedenksteine als Sachgesamtheitsteile: Ernst-Hilscher-Gedenkstein, Jägerstein-Gedenkstein, Gedenkstein an der Eiche zur Erinnerung an das Heimatfest am 11. und 12. September 1920 der Dresdner Landsmannschaft G-V.K., Hindenburg-Gedenkstein (schlichter Naturstein), Gedenkstein zum Andenken an Administrator Friedrich Pörschel, Gedenkstein zum Andenken an Stadtrat Wilhelm Endlich, Gedenkstein zum Andenken an Stadtrat Aug. Reissmann, Gedenkstein zum Andenken an Dr. Julius Oswin Feig (Inschrift 1886 – 1. Mai 1911), Gedenkstein für Wilhelm Weiße, ehemalige Gärtnerei, Baumschule sowie Sanitärgebäude Nr. 23 als Sachgesamtheitsteil; ortsgeschichtliche, künstlerische und landschaftsgestaltende Bedeutung. Parkteile zu verschiedenen Zeiten gestaltet: nördlicher Teil (mit Bismarckdenkmal) 1895, nordöstlicher Teil ab 1925 unter Ernst Hilscher, zentraler Parkteil ab 1893 unter Wilhelm Weiße, südlicher Teil (ehemalige Gärtnerei) 1893 bis 1938 unter Wilhelm Weiße, östlicher Teil Baumschule. | 09227780 |
| Weitere Bilder                          | Waldpark mit Sitz- und Aussichtsplätzen einschließlich steinerner Bank und Steintisch, Freilichtbühne bzw. Thingstätte einschließlich fünf Granitsockel ehemaliger Granitstelen am oberen Ende der Anlage (heute genutzt als Blumenkübel), Gedenkanlage mit zwei Gesangsfest-Gedenksteinen, unregelmäßigem Natursteinkranz und Solitärbaum, Gedenkanlage mit Bismarck-Gedenkstein, gerahmt von Freifläche einschließlich neuerem schmiedeeisernen Zaun als Einheit von Denkmalwert, Gedenkanlage mit König-Albert-Gedenkstein, dahinter Gedenkbaum, davor Baumpaar (Einzeldenkmale zu ID-Nr. 09227780) | Am Hutberg 23 (Karte)                                                   | 1893–1938 (südlicher Teil); ab 1893 (zentraler Parkteil); ab 1925 (nordöstlicher Teil); 1934–1938 (Thingstätte und Sockel der ehemaligen Granitstelen) | Einzeldenkmale der Sachgesamtheit Hutberg; baugeschichtlich, ortsgeschichtlich, gartengeschichtlich, gartenkünstlerisch und landschaftsgestaltend von Bedeutung. Mit dem Bau der Freilichtbühne als Versammlungsplatz (Thingplatz) wurde 1934 begonnen, sie erhebt sich etwa 100 m über der Stadt Kamenz, hat Platz für 7.000 Zuschauer, auf dem Gelände befindet sich ein bautzeitlich mit der Bühne entstandenes Sanitärgebäude, Nummer 23, westlich der Bühne fünf Steinsockel als Reste des im Zusammenhang mit Versammlungsplatz entstandenen Kriegerdenkmals für Gefallene des Ersten Weltkrieges, nach 1945 abgetragen. | 09300864 |
| Weitere Bilder                          | Hotelgebäude mit Saalanbau und Holzveranda (Einzeldenkmal zu ID-Nr. 09227780) | Am Hutberg 25 (Karte)                                                   | Bezeichnet mit 1895 | Einzeldenkmal der Sachgesamtheit Hutberg; baugeschichtlich und ortsgeschichtlich von Bedeutung. Zweigeschossig, Sandsteingewände, Holzzierelemente, Saalanbau mit Holzlaube, Tür erhalten, Veranda: Fenster erhalten, Erker, Zierfachwerk, stand bis 2007 unter Nummer 31 in der Denkmalliste. | 09227783 |
|                                         | Sachgesamtheit Königlich-Sächsische Triangulierung („Europäische Gradmessung im Königreich Sachsen“); Station 66 Lessingturm | Am Hutberg 27 (Karte)                                                   | 1870 (Sanierung 2010) | Triangulationssäule; Station 2. Ordnung, vermessungsgeschichtlich und technikgeschichtlich von Bedeutung. Der Vermessungspunkt befand sich auf dem nordwestlichen Eckpfeiler der Barriere des Aussichtsturmes auf dem Kamenzer Hutberg. Die Baugenehmigung wurde laut einem Schreiben vom 14. Mai 1870 erteilt. Da die Aussicht von der Plattform des knapp 18 Meter hohen Steinturmes durch Baumbewuchs eingeschränkt und nur noch nach zwei Richtungen möglich waren, wurde der Turm Mitte 2010 um 6 Meter erhöht. Dabei wurde der Turm einschließlich der Triangulationssäule umfassend saniert. Die Säule wurde dabei in ihrem Aussehen verändert und entspricht nicht mehr der originalen Säule, befindet sich aber am alten Standort. Von 1862 bis 1890 erfolgte im Königreich Sachsen eine Landesvermessung, bei der zwei Dreiecksnetze gebildet wurden. Zum einen handelt es sich um das Netz für die Gradmessung im Königreich Sachsen (Netz I. Classe/Ordnung) mit 36 Punkten und die Königlich Sächsische Triangulierung (Netz II. Classe/Ordnung) mit 122 Punkten. Die hierfür gesetzten Vermessungssäulen blieben fast vollständig an ihren ursprünglichen Standorten erhalten. Sie sind ein eindrucksvolles Zeugnis der Geschichte der Landesvermessung in Deutschland sowie in Sachsen. Das System der Vermessungssäulen beider Ordnungen ist in seiner Gesamtheit ein Kulturdenkmal von überregionaler Bedeutung. | 09305038 |
| Weitere Bilder                          | Lessingturm (Einzeldenkmal zu ID-Nr. 09227780) | Am Hutberg 27 (Karte)                                                   | Bezeichnet mit 1864 | Einzeldenkmal der Sachgesamtheit Hutberg; baugeschichtlich und ortsgeschichtlich von Bedeutung. Viergeschossiger Aussichtsturm, mit Wappenkartusche, Zinnen, neogotischer Stil, bezeichnet mit 1864, stand bis Juli 2007 unter Am Hutberg 29 in der Denkmalliste. | 09227779 |
|                                         | Ländliches Wohnhaus (Obergeschoss Fachwerk, verbrettert) | Am Schloßberg 7 (Karte)                                                 | 1. Hälfte 19. Jahrhundert | Obergeschoss Fachwerk, verbrettert, zurückgesetzt, Bestandteil der historischen Bebauung des Straßenzuges „Am Schloßberg“, baugeschichtlich von Bedeutung, zweigeschossiges Gebäude mit weitgehend authentischem äußeren Erscheinungsbild, Satteldach mit Biberschwänzen in Doppeldeckung, Bestandteil des historischen Ortsbildes | 09227799 |
|                                         | Wasserbehälter sowie Schieberkammer einschließlich fast vollständig erhaltener Armaturen | Am Weinberg (in einem Garten) (Karte)                                   | 1894 | Verklinkerte Außenfassade mit Zugangstür und zwei Belüftungsöffnungen, wesentliches Zeugnis der Kamenzer Trinkwasserversorgung bis 1928, ortsgeschichtlich und technikgeschichtlich von Bedeutung. Wasserbehälter 200 m³ Fassungsvermögen, Innendurchmesser 12 m, Maximalhöhe 3,40 m, Innendecke als Halbkugel ausgebildet und verputzt, Fußboden und Seitenwände bis auf eine Höhe von 2 m beschichtet. In der Mitte eine runde, fast geschlossene Mauer gleicher Höhe. Vor dem Innenraum befindet sich eine Schiebekammer mit fast vollständigen Armaturen (Zulauf, Handräder, Ablauf) und Zugangstür (hölzern, rundbogig). Eingang hat verklinkerte Außenfassade (gelbes Mauerwerk mit roten Zierklinkern) mit zwei Belüftungsöffnungen. Gelände um den Behälter als Pachtgarten genutzt, Schieberkammer zurzeit Abstellraum. Bauwerk in gutem Erhaltungszustand, lediglich Beschichtung an einigen Stellen defekt. Außen sichtbarer Hügel über dem Gewölbe ist begrünt, mit Belüftung. Behälter diente vermutlich bis 1929 der Trinkwasserversorgung der Stadt Kamenz, danach hauptsächlich für Befüllung des Stadtbades eingesetzt. Das wurde mit dessen Schließung in 1980er Jahren hinfällig. Nutzung fortan nur noch durch einzelne Gartenpächter. | 09300934 |
| Weitere Bilder                          | Reste der ehemaligen Kloster- und Stadtmauer | An der Mönchsmauer (Karte)                                              | 1507 | Ortsgeschichtlich von Bedeutung, Sandstein, Granit, Bruchstein | 09227668 |
|                                         | Gartenhäuschen | Anger (Flurstück 339/2) (Karte)                                         | 1. Hälfte 19. Jahrhundert | Klassizistisch, baugeschichtlich von Bedeutung | 09227641 |
|                                         | Wohnhaus in geschlossener Bebauung und Ecklage | Anger 3a (Karte)                                                        | Bezeichnet mit 1842 | Baugeschichtlich und straßenbildprägend von Bedeutung, aufwändig gestalteter Bau, Portal und Tür original, vorgezogene Mittelachse mit bekrönenden Fensterbedachungen, Eckquaderung, stand bis März 2008 irrtümlich unter Kirchstraße 18 in der Denkmalliste, liegt in Ecklage Kirchstraße/Anger, laut ALK-Daten besitzt dieses Gebäude die Adresse Anger 3a | 09227604 |
|                                         | Wohnhaus in geschlossener Bebauung | Anger 5 (Karte)                                                         | Um 1850 | Baugeschichtlich und straßenbildprägend von Bedeutung, Erdgeschoss mit rundbogigen Fenstern, zweigeschossig, Tür original, zwei Dachhäuschen | 09227587 |
| Weitere Bilder                          | Wohnhaus in geschlossener Bebauung | Bautzner Straße 1 (Karte)                                               | Um 1900 | Baugeschichtlich und ortsentwicklungsgeschichtlich von Bedeutung, Eckgebäude mit Turmaufsatz, dreigeschossig, Mansarddach mit Dachterrasse und schmiedeeisernem Gitter, Biberschwanzdeckung | 09227569 |
|                                         | Wohnhaus in geschlossener Bebauung | Bautzner Straße 4 (Karte)                                               | Um 1870 | Baugeschichtlich von Bedeutung, aufwändige Fensterverdachungen im ersten Obergeschoss | 09227602 |
|                                         | Wohnhaus in geschlossener Bebauung | Bautzner Straße 6 (Karte)                                               | Um 1870 | Repräsentativer Putzbau, baugeschichtlich von Bedeutung, im ersten und zweiten Obergeschoss rundbogige Fensteröffnungen, aufwändig profiliertes Gurtgesims | 09227603 |
|                                         | Wohnhaus in geschlossener Bebauung | Bautzner Straße 7 (Karte)                                               | Um 1840 | Dominante im Straßenzug, baugeschichtlich von Bedeutung, dreigeschossig, auffälliger Bau mit klassizistischer Fassade, in allen drei Geschossen rundbogige Fenster mit Oberlichtsprossungen, Radfenster, weit vorkragendes Traufgesims | 09227590 |
|                                         | Wohnhaus mit Ladeneinbau in geschlossener Bebauung | Bautzner Straße 11 (Karte)                                              | 1860/1870 | Baugeschichtlich von Bedeutung, dreigeschossig, breite Fledermausgaupe | 09227591 |
| Weitere Bilder                          | Seifensiederei Niegel; Wohnhaus mit Ladenzone und angrenzendem Produktionsgebäude sowie Ladenausstattung und Leuchtwerbung | Bautzner Straße 13 (Karte)                                              | 1860er Jahre | Prägnanter Bau in Ecklage Pfortenstraße, als Grundstück des Seifensiedereigewerbes von Seltenheitswert, baugeschichtlich von Bedeutung, zweigeschossig, Hechtgaupen, 1905/1906 Umbau, originale Putzfassade, eventuell älter, vgl. Pfortenstraße 19, Gesimse überputzt und vergrößert, Bauakte vorhanden | 09227592 |
|                                         | Wohnhaus in geschlossener Bebauung und Ecklage | Bautzner Straße 14 (Karte)                                              | 1814 | Ecksituation durch zwei Säulen im Obergeschoss betont, Dreiecksgiebel, baugeschichtlich und städtebaulich von Bedeutung, Mittelteil betont im Obergeschoss durch drei zusammengefasste Fenster, gemeinsame Sohlbank, Korbbogenportal | 09227677 |
|                                         | Wohnhaus in geschlossener Bebauung | Bautzner Straße 15 (Karte)                                              | 1860er Jahre | Baugeschichtlich von Bedeutung, Drempelgeschoss, dreigeschossig, Hofeinfahrt im Erdgeschoss mit Gewölben, profiliertes Ortgesims | 09227663 |
|                                         | Wohnhaus in geschlossener Bebauung | Bautzner Straße 17 (Karte)                                              | Um 1860 | Baugeschichtlich von Bedeutung, dreigeschossig, Ladeneinbaus 1910er Jahre, Fassade geglättet, Erdgeschoss mit Hofeinfahrt | 09227664 |
| Weitere Bilder                          | Wohnhaus mit Ladenzone in geschlossener Bebauung | Bautzner Straße 19 (Karte)                                              | 1880er Jahre | Baugeschichtlich von Bedeutung, dreigeschossig, Schleppgaube, Ladeneinbau original | 09227665 |
|                                         | Wohnhaus in geschlossener Bebauung | Bautzner Straße 21 (Karte)                                              | 1880er Jahre | Baugeschichtlich von Bedeutung, zweigeschossig, Mäanderfries im Obergeschoss, Ladeneinbau original, Weinfass plastisch über der Tür | 09227666 |
|                                         | Wohnhaus in geschlossener Bebauung | Bautzner Straße 24 (Karte)                                              | 1844 | Pendant zum gegenüberliegenden Haus, prägnante Lage an der Kreuzung Bautzner Straße/Schloßgäßchen, baugeschichtlich von Bedeutung, zweigeschossig, Haustür original | 09227671 |
|                                         | Wohnhaus in geschlossener Bebauung | Bautzner Straße 25 (Karte)                                              | Bezeichnet mit 1727 | Baugeschichtlich von Bedeutung, zweigeschossig, Mittelrisalit mit kleinem Dreiecksgiebel, Wappen über dem Eingang, Ladeneinbau im Erdgeschoss neu, bis 1835 am Bautzener Stadttor | 09227667 |
|                                         | Wohnhaus in geschlossener Bebauung | Bautzner Straße 28 (Karte)                                              | 1860er Jahre | Repräsentativer Bau, baugeschichtlich und straßenbildprägend von Bedeutung, zweigeschossig, Rundbogenfenster, Konsolfries | 09227673 |
|                                         | Wohnhaus in geschlossener Bebauung; | Bautzner Straße 34a (Karte)                                             | 1860er Jahre | Wichtiger Blickpunkt im Straßenzug, baugeschichtlich von Bedeutung, dreigeschossig, Klinkerbau, Putzornamentik, Ladenfront im Erdgeschoss neu, neuere Gaube im Dachbereich | 09227674 |
|                                         | Wohnhaus in geschlossener Bebauung und Ecklage | Bautzner Straße 35 (Karte)                                              | Um 1910 | Baugeschichtlich von Bedeutung, Ecksituation durch Türen, Erker und Balkon betont, originale Ladentür | 09227676 |
|                                         | Wohnhaus in geschlossener Bebauung | Bautzner Straße 40 (Karte)                                              | 2. Hälfte 19. Jahrhundert | Baugeschichtlich von Bedeutung, zweigeschossig, originale Ladenfront, Schleppgaupe, Gurtgesims | 09227761 |
|                                         | Wohn- und Geschäftshaus in geschlossener Bebauung | Bautzner Straße 45 (Karte)                                              | Mitte 19. Jahrhundert | Baugeschichtlich von Bedeutung, dreigeschossig, repräsentativ, Erdgeschoss Putznutung, profilierte Gewände, Rundbogen, Fensterverdachungen, zum Teil mit floralen Gehängen, Mäandergurtgesims, Dachhecht, große Toreinfahrt mit angedeutetem Schlussstein | 09227764 |
| Weitere Bilder                          | Wohnhaus in halboffener Bebauung (originale Ladenfront), links daneben Eingangstor mit Werbeschrift „Kammerlichtspiele“ und ein Mietshaus in Ecklage zur Hoyerswerdaer Straße mit Gaststätte „Zum Echten“ | Bautzner Straße 51 (Karte)                                              | Ende 19. Jahrhundert (Wohnhaus); um 1935 (Mietshaus)                                                                                                   | Das Straßenbild akzentuierender Baukörper in wichtiger Ecklage, baugeschichtlich und ortsgeschichtlich von Bedeutung. - Wohnhaus: zweigeschossiger Putzbau, originale Ladenfront, Mansarddach, Fledermausgaupe, Dachhäuschen, Kragstein unter Traufe, Eingangstor zum Lichtspielhaus mit Aufschrift „Kammerlichtspiele“, Lichtspielhaus selbst wurde nach Angabe des Landratsamtes Kamenz 1998 als Denkmal verneint aufgrund desolaten Bauzustandes - Mietshaus: dreigeschossiger Putzbau mit ausgebautem Mansarddach, Putznutung im Erdgeschoss, runder Eckerker über erstem und zweitem Obergeschoss mit Malereien, oberer Abschluss Balkon, im zweiten Obergeschoss Fensterläden, profiliertes Gurt- und Traufgesims, im Erdgeschoss Gaststätte „Zum Echten“ | 09227755 |
|                                         | Wohnhaus in geschlossener Bebauung | Bautzner Straße 52 (Karte)                                              | Ende 19. Jahrhundert | Prägnante Ecklage, straßenbildprägend von Bedeutung, umbrechende Gebäudefront dem Straßenverlauf folgend Gurtgesims, Dachhäuschen mit Segmentbogen und Pilastergliederung | 09227762 |
|                                         | Wohnhaus (Dreigiebelhaus) in geschlossener Bebauung | Bautzner Straße 63 (Karte)                                              | Bezeichnet mit 1898 | Baugeschichtlich von Bedeutung, zweigeschossig, Klinker, singuläre Friesbemalung, Sandsteingewände, Dachhäuschen, mittleres bezeichnet in Dreiecksgiebel | 09227754 |
| Weitere Bilder                          | Gasthof „Goldene Sonne“ und zwei Nebengebäude in geschlossener Bebauung, mit Rückgebäude und Taubenhaus | Bautzner Straße 71 (Karte)                                              | 2. Hälfte 19. Jahrhundert (Gasthof); bezeichnet mit 1896 (Taubenhaus)                                                                                  | Baugeschichtlich und ortsgeschichtlich von Bedeutung. - Nebengebäude: Gurtgesims, eingeschossig - Nebengebäude: große Toreinfahrten, eingeschossig - Rückgebäude eingeschossig | 09227753 |
|                                         | Doppelwohnhaus in offener Bebauung | Bautzner Straße 75, 77 (Karte)                                          | 1880er Jahre | Baugeschichtlich von Bedeutung, zweigeschossig, Fensterverdachungen mit reichem Zierrat, Dachhäuschen, markanter Mittelrisalit, Sandsteingewände, Türen erhalten | 09227830 |
|                                         | Wohnhaus in offener Bebauung | Bautzner Straße 79 (Karte)                                              | Ende 19. Jahrhundert | Straßenbildprägend von Bedeutung, zweigeschossig, Fensterverdachungen mit Konsolen, Zwerchdach, Türen erhalten, Gurtgesims, schlichte Fassadengestaltung | 09227831 |
|                                         | Skulptur eines Gerbers | Bautzner Straße 81, 83 (Karte)                                          | Bezeichnet mit 1936 M. B. | Baugeschichtlich und künstlerisch von Bedeutung, Steinskulptur als baugebundenes Kunstwerk | 09300963 |
| Weitere Bilder                          | Wohnhaus in halboffener Bebauung | Bautzner Straße 84 (Karte)                                              | 1880er Jahre | Baugeschichtlich von Bedeutung | 09227757 |
|                                         | Wohnhaus in offener Bebauung | Bautzner Straße 86 (Karte)                                              | Bezeichnet mit 1765 | Prägnante Ecklage, baugeschichtlich von Bedeutung, zweigeschossig, Mansarddach, Segmentbogenportal, Sphingen über Giebelfenster, Schlussstein bezeichnet | 09227756 |
| Weitere Bilder                          | Villa und Stützmauer einschließlich Pavillon und Eingang mit zwei Pfeilern mit Kugelaufsätzen und schmiedeeisernem Tor | Bautzner Straße 93 (Karte)                                              | Bezeichnet mit 1898 | Singulär, baugeschichtlich und straßenbildprägend von Bedeutung, zweigeschossig, vielgestaltiger Grundriss, Klinker, geschweifter Giebel, Sandsteinzierelemente mit floralen Gehängen, Wetterfahne, Eckturm, Holz mit bleiverglasten Fenstern im Rundbogen, Wintergarten kein Denkmal | 09227832 |
|                                         | Villa mit Einfriedung in offener Bebauung | Bautzner Straße 120 (Karte)                                             | Ende 19. Jahrhundert | Baugeschichtlich und straßenbildprägend von Bedeutung, singulär, Fachwerk mit filigranen zeittypischen Holzzierungen, Triglyphen an den Fenstern, Eingang mit Holzvorbau, vielgestaltige Dachlandschaft, Auslucht mit Helmaufsatz und Wetterfahne, Firstziegel mit Palmettenmotiv | 09227833 |
| Weitere Bilder                          | Villa mit Remise (ohne Garagenanbau) und Garten mit Einfriedung | Beethovenstraße 1 (Karte)                                               | Um 1900 | Putzfassade im Heimatstil, malerischer Wohnbau in gutem Originalzustand, baugeschichtlich und gartengeschichtlich von Bedeutung. Vielgliedriger Baukörper, Obergeschoss Fachwerk bzw. verbrettert, Landhausstil, reich dekoriert, Putzfassade, Sandsteinfensterrahmungen. Original: ein großes Bleiglasfenster, drei kleine Bleiglasfenster, Haustür mit Oberlicht, Innenausstattung. Teile des Gartendenkmals: Zufahrt zur Remise, Vorgarten, Villengarten. | 09227551 |
| Weitere Bilder                          | Kursächsische Postmeilensäulen (Sachgesamtheit); Postmeilensäule | Bönischplatz (Karte)                                                    | Bezeichnet mit 1725 (Restaurierung 1910, 1954/1955, 1961, 1976, 2008, 2010)                                                                            | Distanzsäule, verkehrsgeschichtlich von Bedeutung. Kursächsische Distanzsäule aus Sandstein und bezeichnet mit 1725. Sie wurde ursprünglich als Torsäule vor dem Königsbrücker Tor errichtet. Der Pirnaer Steinmetz Johann Georg Petzold fertigte sie. Sie trägt Entfernungsangaben in westlicher Richtung auf zwei Seiten. Auffällig sind die seitenverkehrten Posthornzeichen. Nach dem Abbruch des Königsbrücker Tores verblieb die Säule zunächst auf ihrem Standort. Sie wurde um 1910 und 1954/55 restauriert. Um 1961 wurde sie an den nordwestlichen Fußsteig des Böhnischplatzes und 1976 an ihren jetzigen Standort versetzt. Im selben Jahr wurde die Säule von Steinmetzmeister Peschel restauriert. Nach der Restaurierung 2008 wurde die Säule bei einem Verkehrsunfall am dortigen Kreisverkehr am 30. September 2009 zerstört, wiederholt von Steinmetzmeister Demski restauriert und am 6. Mai 2010 wieder aufgestellt. Im Jahre 1722 begann man im Kurfürstentum Sachsen mit der Aufstellung der Kursächsischen Postmeilensäulen. Kurfürst Friedrich August I. wollte hierdurch ein zeitgemäßes Verkehrs- und Transportleitsystem im Kurfürstentum aufbauen, um Handel und Wirtschaft zu fördern. Er beauftragte Adam Friedrich Zürner (1679–1742) damit. Das Postmeilensäulensystem umfasste Distanzsäulen, Viertelmeilensteine, Halb- und Ganzmeilensäulen. Die Distanzsäulen sollten in den Städten vor den Stadttoren, später nur auf den Marktplätzen aufgestellt werden. Entlang der Poststraßen wurden Viertelmeilensteine, Halb- und Ganzmeilensäulen aufgestellt. Sie erhielten eine fortlaufende Nummerierung (Reihennummer), beginnend vom Anfang der Vermessung. Die Ganzmeilensäulen wurden außerhalb der Städte an den Poststraßen im Abstand von 1 Meile (= 9,062 km) aufgestellt. Die Distanzsäulen waren mit dem Monogramm „AR“ für „Augustus Rex“, dem kursächsisch und polnisch-litauischen Doppelwappen sowie der polnischen Königskrone gekennzeichnet. Die Ganzmeilen-, Halbmeilensäulen und Viertelmeilensteine waren alle ähnlich beschriftet, alle trugen kein Wappen, aber das Monogramm „AR“. Die Entfernungsangaben erfolgten in Wegestunden (1 Stunde= ½ Postmeile = 4,531 km). Dieses Meilensystem war das erste europäische Verkehrsleitsystem. Der hier betrachteten Säule kommt als Teil des überregional bedeutenden Postwegesystems eine hohe verkehrsgeschichtliche Bedeutung zu. | 09227747 |
| Weitere Bilder                          | Wohnhaus in offener Bebauung | Bönischplatz 1 (Karte)                                                  | Um 1850 | Mit Dachhaus (Rundbogenfenster), baugeschichtlich von Bedeutung, stattlicher massiver dreigeschossiger Bau, verkröpftes Traufgesims, Portalbekrönung, platzbeherrschend | 09228227 |
| Direkt Bild zu diesem Denkmal hochladen | Tankstelle einschließlich technischer Ausstattung, Pflasterung der Durchfahrt und Einfriedung sowie Gartenpavillon | Breite Straße 2 (Karte)                                                 | Um 1900 (Gartenpavillon); 1925 (Tankstelle) | Von Richard Feuchtemeyer 1925 als erste Tankstelle in Kamenz errichtet, schlichte bauliche Anlage bestehend aus vier gemauerten Pfeilern mit Flachdach sowie historische Ausstattung (u. a. Zapfsäulen, Luftdruckmesser und Reifenfüller), hölzerner Gartenpavillon in orientalisierenden Formen mit Dachaufsatz, bau-, orts- und technikgeschichtliche Bedeutung | 09307296 |
|                                         | Wohnhaus in offener Bebauung und prägnanter Ecklage | Burgstraße 2 (Karte)                                                    | Um 1860 | Straßenbildprägend von Bedeutung, zweigeschossig, Gurtgesims, Dachhäuschen, abgeschrägte Ecke mit Dreiecksgiebel | 09227639 |
|                                         | Wohnhaus in geschlossener Bebauung | Burgstraße 3 (Karte)                                                    | Um 1890 | Putzfassade, gründerzeitlicher Wohnbau, baugeschichtlich und straßenbildprägend von Bedeutung, drei Geschosse, sieben Achsen, drei Dachgaupen, Lage wichtig an abfallender Straße, Fenster teilweise original. | 09227040 |
|                                         | Wohnhaus in halboffener Bebauung und Ecklage | Burgstraße 5 (Karte)                                                    | Um 1870 | Putzfassade, Bestandteil der historischen kleinstädtischen Quartierbebauung, baugeschichtlich von Bedeutung, zwei Geschosse, fünf Achsen | 09227041 |
| Direkt Bild zu diesem Denkmal hochladen | Wohnhaus in geschlossener Bebauung | Buttermarkt 1 (Karte)                                                   | Um 1850 | Mit Ladenzone, zeittypischer Bau in unmittelbarer Nähe des Rathauses und der Fleischbänke, baugeschichtlich von Bedeutung | 09306848 |
| Weitere Bilder                          | Wohnhaus- und Geschäftshaus in geschlossener Bebauung und Ecklage | Buttermarkt 1a (Karte)                                                  | Um 1860/1870 | Mit Ladenzone, repräsentativer Bau in unmittelbarer Nähe des Rathauses, ortsbildprägend und baugeschichtlich von Bedeutung. - Eckgebäude Markt/Buttermarkt: dreigeschossig, sehr aufwändiger Bau, stattlicher Baukörper der sich weit in die Grundstückstiefe hinein erstreckt, Putzquaderung im Erdgeschoss, Fensterverdachungen im ersten und zweiten Obergeschoss, reiches, weit vorkragendes Konsol- und Traufgesims, an der Seite zum Buttermarkt Mittelrisalit mit rundbogigen Tür- und Fensteröffnungen im Erdgeschoss, Ladenfront original - weiterer Gebäudeteil zum Buttermarkt (war ehemals unter Buttermarkt 2 in der Denkmalliste, laut ALK-Daten besitzen beide Gebäude die Hausnummer 1 bei gleicher Flurstücksnummer): zweigeschossig mit Drempelgeschoss, profiliertes Traufgesims, schmale liegende Fenster im Drempelgeschoss | 09227576 |
|                                         | Wohnhaus in geschlossener Bebauung und Ecklage | Elstraer Straße 1 (Karte)                                               | 1870er Jahre | Baugeschichtlich und straßenbildprägend von Bedeutung, zweigeschossig, originelle Überdachung an der Gebäudeecke | 09227670 |
|                                         | Lehmbatzenhaus (Wohnhaus) | Elstraer Straße 7 (Karte)                                               | 1842 | Singulär in Kamenz, baugeschichtlich von Bedeutung, dreigeschossig, übergiebelter Eingang, Gurtgesims, Traufgesims, Zimmermeister Wolf? | 09227751 |
|                                         | Wohnhaus in halboffener Bebauung; | Elstraer Straße 23 (Karte)                                              | Bezeichnet mit 1768 | Baugeschichtlich von Bedeutung, zweigeschossig, Fledermausgaupe, Türgewände mit Wappenschlussstein mit floraler Verzierung | 09227752 |
|                                         | Wirtschaftsanbau an das Wohnhaus Nr. 27 | Elstraer Straße 29 (Karte)                                              | 18. Jahrhundert | Mit weit überkragendem Obergeschoss (Fachwerk), baugeschichtliche und ortsbildprägende Bedeutung. Markanter Anbau an Nummer 27 (am Mühlweg) zweigeschossig, mit weit überkragendem Obergeschoss, Fachwerk, verputzt, hoher Authentizitätsgrad, ortsbildprägende Bedeutung. - Doppelwohnhaus, nördlicher Teil Nummer 27: zweigeschossig, Obergeschoss Fachwerk, verputzt, bereits hoher Grad baulicher Veränderung, deshalb als Denkmal gestrichen nach Objektbesichtigung am 10. September 2014 - Doppelwohnhaus, südlicher Teil Nummer 29: hier ebenfalls nicht ausreichender Denkmalwert, deshalb Streichung | 09227758 |
|                                         | Wohnhaus in halboffener Bebauung | Elstraer Straße 30 (Karte)                                              | 1. Hälfte 19. Jahrhundert | Baugeschichtlich von Bedeutung, Obergeschoss Fachwerk, zum Teil verbrettert und verputzt | 09227802 |
|                                         | Wohnhaus in offener Bebauung (östliches Gebäude des Hofes) | Elstraer Straße 31 (Karte)                                              | 18. Jahrhundert | Teil der alten Ortsstruktur, baugeschichtlich von Bedeutung, zweigeschossiger Putzbau, Krüppelwalmdach, abgeschrägte Ecke, Segmentbogentür, zwei Spitzbogenfenster im Giebel | 09227820 |
|                                         | Wohnhaus mit Stallgebäude | Elstraer Straße 38 (Karte)                                              | 18. Jahrhundert | Am Ortsausgang Richtung Wiesa leicht erhöht gelegen, baugeschichtlich und sozialgeschichtlich von Bedeutung, zweigeschossig, Obergeschoss Fachwerk, verbrettert, Erdgeschoss verändert, große Fenster | 09227821 |
| Weitere Bilder                          | Fünf Scheunen | Eselsburg 1, 3, 5, 7, 9 (Karte)                                         | Nach 1842 | Baugeschichtlich und sozialgeschichtlich von Bedeutung. Nummer 1, 3 und 5 Kniestock, Klinker, Fledermausgaupe, verändert. Nummer 7 Bruchsteinmauerwerk, Fledermausgaupe, Lüftungsschlitze. Nummer 9 Bruchsteinmauerwerk, Lüftungsschlitze (Bestand der Erfassungszeit). | 09227700 |
|                                         | Wohnhaus in offener Bebauung | Fabrikstraße 3 (Karte)                                                  | 18. Jahrhundert | Mit prächtigem Fachwerk an der Giebelseite, baugeschichtlich von Bedeutung, singulär im Ort | 09227644 |
| Weitere Bilder                          | Zwei Scheunen (eine davon als Doppelscheune) | Fabrikstraße 4a, 4b (Karte)                                             | Nach 1842 | Baugeschichtlich und sozialgeschichtlich von Bedeutung, Bruchsteinmauerwerk | 09227642 |
|                                         | Mietshaus in halboffener Bebauung und prägnanter Ecklage | Feigstraße 2 (Karte)                                                    | Um 1900 | Baugeschichtlich und straßenbildprägend von Bedeutung, zweigeschossig, Gurtgesims, Erker mit Dachhelm und verzierten Firstziegeln, Dachhäuschen | 09227723 |
|                                         | Gemeindesaal | Feigstraße 9 (Karte)                                                    | Ende 19. Jahrhundert | Ortsgeschichtlich von Bedeutung | 09228019 |
|                                         | Wohnhaus in offener Bebauung | Feigstraße 15 (Karte)                                                   | Um 1900 | Baugeschichtlich von Bedeutung, straßenbildprägend, zweigeschossig, filigrane Laubsägearbeiten im Giebel, Sandsteingewände, Holzloggien | 09227557 |
| Weitere Bilder                          | Doppelwohnhaus in halboffener Bebauung in Ecklage Talstraße | Fichtestraße 1 (Karte)                                                  | Um 1870 | Prägnante Ecksituation, baugeschichtlich von Bedeutung, zweigeschossig, schlichte Fassadengestaltung, stark verändert, Gurtgesims, Krüppelwalmdach, Fledermausgaupen | 09227775 |
| Weitere Bilder                          | Kaserne des 13. Königlich-Sächsischen Infanterieregiments; neun Kasernengebäude und teilweise erhaltene Einfriedungsmauer an der südwestlichen Begrenzung des Kasernengeländes | Garnisonsplatz 2, 4, 5, 6, 9, 11, 13, 14 und 15 (Karte)                 | Bezeichnet mit 1900 | Siehe auch Macherstraße 45, 51, 53, 55, 57, 59 und 61 (Objekt 09227816), militärgeschichtlich und baugeschichtlich von Bedeutung. Garnisonsplatz 3 (ehemaliges Haus 45, Offizierscasino) wurde am 29. Oktober 2002 aus der Denkmalliste gestrichen. Begründung: Das Gebäude ist bereits in seinem äußeren Erscheinungsbild stark beeinträchtigt wegen neuerer Fenster, innen völlig entkernt (Nutzung als Gaststätte und Kegelbahn), am Eingangsbereich unmaßstäbliche Werbeanlage. Denkmalfähigkeit ist vorhanden, Denkmalwürdigkeit nicht ausreichend zu begründen. Die Entscheidung über die Streichung erfolgte im Einvernehmen mit dem Landratsamt Kamenz. | 09227043 |
|                                         | Doppelwohnhaus in offener Bebauung | Goethestraße 19, 21 (Karte)                                             | Um 1905 | Baugeschichtlich von Bedeutung, zweigeschossig, Erker, Fachwerk, Krüppelwalmdach | 09227559 |
|                                         | Wohnhaus in offener Bebauung | Goethestraße 23 (Karte)                                                 | Bezeichnet mit 1899 | Baugeschichtlich von Bedeutung, zweigeschossig, Klinker, geschweifter Giebel mit Bekrönungen, Sandsteingewände, Holzloggien | 09227558 |
|                                         | Wohnhaus in offener Bebauung und prägnanter Ecklage | Goethestraße 42 (Karte)                                                 | Anfang 20. Jahrhundert | Baugeschichtlich von Bedeutung | 09227679 |
|                                         | Fabrikantenvilla mit Nebengebäude und Einfriedung | Güterbahnhofstraße 3 (Karte)                                            | Um 1900 | Baugeschichtlich und straßenbildprägend von Bedeutung, eingeschossig mit Kniestock, schlichte Fassadengliederung durch Sandsteinzierelemente, Mittelrisalit, weiter Dachüberstand mit zeittypischem Sägeornament, Rückgebäude, polygonaler Turm, wohl ehemals Fabrikgebäude | 09227784 |
|                                         | Fabrikantenvilla mit Einfriedung | Güterbahnhofstraße 5 (Karte)                                            | Um 1900 | Baugeschichtlich von Bedeutung, zweigeschossig, Sandsteinzierelemente, weiter Dachüberstand mit filigranen Laubsägearbeiten | 09227785 |
|                                         | Wohnhaus mit Ladeneinbau | Güterbahnhofstraße 11 (Karte)                                           | Um 1900 | Baugeschichtlich von Bedeutung, zweigeschossig, Klinker, Mittelrisalit, Sandsteingewände, mit weitem Dachüberstand, zwei Dachhäuschen | 09227786 |
| Weitere Bilder                          | Verwaltungs- und Produktionsgebäude | Güterbahnhofstraße 13 (Karte)                                           | Ende 19. Jahrhundert | Dokumentiert industrielle Entwicklung, ortsgeschichtlich von Bedeutung, zweigeschossig, Gurtgesims, Sandsteingewände, Fledermausgaupe, abgeschrägte Ecke, halbrunder eingeschossiger Verbindungsbau, Holzlaube im Obergeschoss in Form einer Loggia, Walmdach mit Fledermausgaupen | 09227787 |
|                                         | Doppelmietshaus in offener Bebauung mit Einfriedung und Torbögen | Haberkornstraße 12, 14 (Karte)                                          | 1. Drittel 19. Jahrhundert | Straßenbildprägend an Ecke, markant gestaltete Fassade, baugeschichtlich von Bedeutung, zweigeschossig, polygonale Ecktürme, Gurtgesims, Mansardwalmdach, Fledermausgaupen, Balkone, Fensterläden | 09227722 |
| Weitere Bilder                          | Mietvilla in offener Bebauung mit Einfriedung | Haydnstraße 2 (Karte)                                                   | Um 1900 | Straßenbildprägend, singulär, baugeschichtlich von Bedeutung, zweigeschossig, umbrechender Erker, Holz- und Sandsteinzierelemente, Balkon mit schmiedeeisernem Gitter | 09227716 |
| Weitere Bilder                          | Mietvilla in offener Bebauung mit Einfriedung | Haydnstraße 4 (Karte)                                                   | Um 1900 | Baugeschichtlich und straßenbildprägend von Bedeutung, zweigeschossig, Sandsteinzierelemente, Klinker, schmiedeeiserne Fahnenstangenhalter | 09227717 |
|                                         | Villa in Ecklage Haberkornstraße mit Einfriedung | Haydnstraße 5 (Karte)                                                   | 1908 | Putzfassade, baugeschichtlich von Bedeutung, vielgliedriger Baukörper, saniert, Fenster neu, original: ein Fenstergitter, Haustür mit Oberlicht, innen nicht gesehen, Fledermausgaupe verändert | 09227039 |
|                                         | Mietvilla mit Einfriedung in offener Bebauung | Haydnstraße 6 (Karte)                                                   | 1897 | Baugeschichtlich von Bedeutung, straßenbildprägend, zweigeschossig, Klinker, Sandsteinzierelemente, Holzloggia, reich verzierte Fensterverdachungen, Balkon mit ionischen Säulen | 09227718 |
|                                         | Mietvilla in offener Bebauung mit Einfriedung | Haydnstraße 9 (Karte)                                                   | Um 1900 | Baugeschichtlich von Bedeutung, straßenbildprägend, zweigeschossig, Erdgeschoss Putznutung, florale Gehänge und Kartuschen unter den Konsolen, Sandsteinzierelemente | 09227720 |
|                                         | Repräsentative Villa mit Turmanbau und Veranda in offener Bebauung mit Garten und Einfriedung | Haydnstraße 12 (Karte)                                                  | 1871–1878 (Villa); 1880–1910 (Nebenanlage); 1880–1910 (Einfriedung); 1871–1890 (Garten)                                                                | Repräsentative Villa mit Turmanbau und Veranda, singulär, baugeschichtlich, künstlerisch und straßenbildprägend von Bedeutung, zweigeschossiger Putzbau mit Putznutung im Erdgeschoss, prächtiges Giebelrelief mit Greifen, floralen Motiven und Akroterien, profiliertes Gurt- und Traufgesims | 09227721 |
|                                         | Doppelmietshaus in offener Bebauung | Henselstraße 5, 7 (Karte)                                               | 1910 | Typischer Bau für seine Erbauungszeit, baugeschichtlich und städtebaulich von Bedeutung, zweigeschossig, runder Eckerker, schlichte Fassadengestaltung, Mansarddach | 09227726 |
|                                         | Mietshaus in halboffener Bebauung | Henselstraße 8 (Karte)                                                  | Um 1910 | Typischer Bau für seine Erbauungszeit, baugeschichtlich und städtebaulich von Bedeutung, zweigeschossig, polygonale Auslucht, Mansardwalmdach, schlichte Fassadengestaltung | 09227725 |
| Weitere Bilder                          | Lessingschule | Henselstraße 14 (Karte)                                                 | Bezeichnet mit 1910 | Ortsgeschichtlich von Bedeutung, dreigeschossig, Sandsteinportal mit Puttengruppe, Fledermausgaupen, vielgestaltige Dachlandschaft, Wappenkartusche, bleiverglaste Fenster | 09227724 |
| Weitere Bilder                          | Tuchrahmen mit Granitsäulen | Herrental (Karte)                                                       | 19. Jahrhundert | Sozialgeschichtlich von Bedeutung, 20 Granitsäulen mit jeweils noch vorhandenen Löchern zum Durchstecken von Holzstangen zum Trocknen von Tüchern auf der Wiese | 09300968 |
|                                         | Schornstein der ehemaligen Tuchfabrik Noske und Mauer mit Gedenktafel | Herrental 9 (Karte)                                                     | Nach 1945 | Bauliche Zeugnisse einer ehemaligen Fabrikanlage, die 1944/45 als Nebenstelle des KZ Groß-Rosen genutzt wurde, geschichtlicher Wert und landschaftsprägende Bedeutung. - Gedenktafel: an einer sich an die Fassade anschließenden Mauer angebracht, mit OdF-Symbol (auf Spitze stehendem Dreieck) und Inschrift: „Dieser Betrieb war in den Jahren 1944/45 als KZ-Lager eingerichtet. Die Faschisten verbrannten hier 125 gemordete Widerstandskämpfer, Angehörige verschiedener Nationen. Der Kampf dieser Opfer soll uns Vorbild und Verpflichtung sein.“ - Schornstein: Klinkerbau, nimmt hinsichtlich seiner Architekturepoche Bezug auf die Fassadenfront. Zur Notsicherung im Jahr 2006 Teilabbruch Dach, zurzeit ruinöse Anlage 1434 erste Erwähnung der Herrenmühle. Ende 18. Jahrhundert Nutzung durch die Weißgerber der Stadt. Als letzte stadteigene Mühle verkauft der Rat der Stadt 1831 die Herrenmühle. Eine Gruppe von Tuchmachermeistern baut 1845 eine viergeschossige Fabrik. Sie nimmt die Sohle des Herrentales fast in voller Breite ein. Der noch erhaltene quadratische Fabrikschornstein ist als technisches Baudenkmal anzusehen. 1922 ist die Herrenmühle Fabrik und immer noch in Betrieb. Im August 1944 erfolgt der Ausbau der Fabrikräume der stillgelegten Tuchfabrik Gebr. Noske & Co. im Herrental Nummer 9 zu einem Lager für KZ-Häftlinge, die für die Elster GmbH arbeiten. Ende Oktober wird damit begonnen, den Betrieb als Lager für Häftlinge einzurichten. Die Textilmaschinen werden demontiert und an die Seiten gestellt, die Heizkessel werden wieder über mehrere Tage in Betrieb genommen. Monteure vergittern die Fenster und es wird Stacheldraht gezogen. Vier Einzelposten richtet man zur Bewachung des Lagers ein. Baracken gibt es auf dem Gelände nicht, die Häftlinge schlafen auf drei Etagen zu vier bis fünf Personen nebeneinander in dreistöckigen Holzpritschen. Auf dem Dachboden wird notdürftig eine Sanitätsstelle eingerichtet. Am 1. November nimmt das Lager „seinen Betrieb“ auf. Zentrale Bedeutung für die Errichtung des Lagers besitzt die Instandsetzung der Heizungsanlage. Von Beginn an wird mit Todesopfern unter den Häftlingen gerechnet. Kamenz besitzt kein eigenes Krematorium. Da der Transport der Leichen nach Dresden oder Groß-Rosen zu aufwändig ist, weist die Kommandantur des KZ Groß-Rosen an, das Heizhaus der Fabrik für den Zweck der Leichenverbrennung zu nutzen. Als ein Ausdruck deutscher Gründlichkeit, der jedoch nahezu pervers anmutet, kann der Vertrag zwischen der Firma Gebr. Noske & Co. und der Elster GmbH über die Nutzung der Heizungsanlage gelten. Am 10. März 1945 wird das Nebenlager Kamenz des KZ Groß-Rosen in der ehemaligen Tuchfabrik Gebr. Noske & Co. evakuiert. Der Dachstuhl und die oberen zwei Stockwerke der ehemaligen Herrenmühle werden am 30. Januar 1967 abgerissen. | 09227640 |
|                                         | Zwei Wohnhäuser in offener Bebauung | Herrental 12 (Karte)                                                    | Bezeichnet mit 1861 | Baugeschichtlich von Bedeutung. - 1. Wohnhaus: Obergeschoss verbrettert, mit Loggia - 2. eingeschossiges Wohnhaus: Drempelgeschoss, Krüppelwalmdach mit weitem Dachüberstand, bezeichnet über der Tür mit 1861 | 09227805 |
|                                         | Wohnhaus mit Ladeneinbau | Hoyerswerdaer Straße 12 (Karte)                                         | 18. Jahrhundert | Straßenbildprägend und baugeschichtlich von Bedeutung, zweigeschossig, originale Ladenfront, Tür erhalten | 09227759 |
|                                         | Wohnhaus in geschlossener Bebauung | Hoyerswerdaer Straße 16 (Karte)                                         | 2. Hälfte 19. Jh. | Baugeschichtlich von Bedeutung, zweigeschossig, Hechtgaupe, Segmentbogenportal mit Schlussstein, Tür | 09227771 |
|                                         | Wohnhaus in geschlossener Bebauung | Hoyerswerdaer Straße 17 (Karte)                                         | 2. Hälfte 19. Jh. | Baugeschichtlich von Bedeutung, zweigeschossig, Schleppgaupe, Segmentbogenportal, originale Tür, Fenster erhalten | 09227766 |
|                                         | Wohnhaus in halboffener Bebauung | Hoyerswerdaer Straße 20 (Karte)                                         | 2. Hälfte 19. Jh. | Baugeschichtlich von Bedeutung, umbrechende Ecke zur Töpferstraße, Segmentbogenportal, Tür erhalten | 09227770 |
|                                         | Wohnhaus in offener Bebauung | Hoyerswerdaer Straße 24 (Karte)                                         | Um 1880 | Singulär, baugeschichtlich und straßenbildprägend von Bedeutung, zweigeschossig, prägnanter Mittelrisalit, Wappenkartuschen mit floralem Gehänge, mit Einfriedung, Sandsteinfenstergewände, Fensterverdachungen mit Konsolen, Gurtgesims, Tür original | 09227772 |
|                                         | Wohnhaus in geschlossener Bebauung | Hoyerswerdaer Straße 27 (Karte)                                         | 2. Hälfte 19. Jh. | Baugeschichtlich von Bedeutung, zweigeschossig, Hechtgaupe, Segmentbogenmotiv an Fenstern und Türstock, Gurtgesims | 09227767 |
|                                         | Mietshaus in offener Bebauung und prägnanter Ecklage | Hoyerswerdaer Straße 30 (Karte)                                         | Um 1900 | Baugeschichtlich und straßenbildprägend von Bedeutung, zweigeschossig, Klinker, Sandsteinzierelemente, Mansardwalmdach mit Schopf, Ladeneinbau original, Dachhäuschen, Dachhelm, Fensterverdachungen | 09227552 |
|                                         | Wohnhaus in halboffener Bebauung und Nebengebäude | Hoyerswerdaer Straße 33 (Karte)                                         | 2. Hälfte 19. Jahrhundert | Baugeschichtlich und straßenbildprägend von Bedeutung, zweigeschossig, große Toreinfahrt mit Segmentbogen, Fledermausgaupe, Gurtgesims | 09227769 |
|                                         | Wohnhaus in geschlossener Bebauung; | Hoyerswerdaer Straße 34 (Karte)                                         | Ende 19. Jahrhundert | Baugeschichtlich und straßenbildprägend von Bedeutung, Klinker, zweigeschossig, Gurtgesims, Sandsteinzierelemente, Tür erhalten, Dachhäuschen, Fensterverdachungen | 09227685 |
|                                         | Gedenktafel für die Opfer des Faschismus | Hoyerswerdaer Straße 41 (Karte)                                         | Nach 1945 | Ortsgeschichtlich von Bedeutung, an der Grundstücksmauer angebrachte polierte Granittafel mit Inschrift | 09300974 |
|                                         | Wohnhaus mit Ladeneinbau in halboffener Bebauung | Hoyerswerdaer Straße 63 (Karte)                                         | Um 1903 | Bildet Ensemble mit Hoyerswerdaer Straße 65 und 67, baugeschichtlich und städtebaulich von Bedeutung, zweigeschossig, Gurtgesims, Fenstergewände mit Vorhangbogenmotiv, Ladeneinbau original | 09227678 |
|                                         | Wohnhaus mit Ladeneinbau in geschlossener Bebauung | Hoyerswerdaer Straße 65 (Karte)                                         | Bezeichnet mit 1903 | Bildet Ensemble mit Hoyerswerdaer Straße 63 und 67, baugeschichtlich und städtebaulich von Bedeutung, zweigeschossig, geschweifter Giebel, Dachhäuschen, straßenbildprägend | 09227680 |
|                                         | Wohnhaus mit Ladeneinbau in geschlossener Bebauung | Hoyerswerdaer Straße 67 (Karte)                                         | Um 1903 | Bildet Ensemble mit Hoyerswerdaer Straße 63 und 65, baugeschichtlich und städtebaulich von Bedeutung, zweigeschossig, geschweifter Giebel, Fenstergewände mit Vorhangbogenmotiv | 09227682 |
|                                         | Spittelmühle (Mühlgebäude, Contor und Nebengebäude) | Jahnstraße 15 (Karte)                                                   | 1846 | Ortsgeschichtlich von Bedeutung. - Mühlgebäude: zweigeschossig, Gurtgesims, vielgestaltige Dachlandschaft, Tür original - Nebengebäude: zweigeschossig, Rundbogenfenster - Contor: zweigeschossig, weiter Dachüberstand | 09227681 |
|                                         | Wohnhaus in offener Bebauung | Karl-Marx-Straße 26 (Karte)                                             | Um 1910 | Baugeschichtlich von Bedeutung, zweigeschossig, geschweifter Giebel, originelle Fenstergestaltung, Tür original, im Erdgeschoss Thermenfenster | 09227560 |
| Weitere Bilder                          | Ehemalige Fleischbänke; ehemaliges Gebäude der Fleischerinnung in offener Bebauung mit Arkadengang | Kirchstraße 1 (Karte)                                                   | 1843 | Prägnanter Bau in Nachbarschaft des Marktes, baugeschichtlich und ortsgeschichtlich von Bedeutung, langgestreckter zweigeschossiger Baukörper mit Arkadengang im Erdgeschoss, Drempelgeschoss, aufwändige Gestaltung, drei plastische Tierköpfe über dem mittleren Eingang im Mittelrisalit, rundbogige Fenster- und Türöffnungen, Walmdach | 09227581 |
|                                         | Amtshauptmannschaft (Wohnhaus in geschlossener Bebauung und Ecklage) | Kirchstraße 2 (Karte)                                                   | Bezeichnet mit 1695 | Auffallend repräsentativer Bau mit aufwändiger Fassadengestaltung, an der Front zur Zwingerstraße zwei große rundbogige Hofeinfahrten, baugeschichtlich und straßenbildprägend von Bedeutung, dreigeschossig, Erdgeschoss mit Putznutung, Korbbogenportal, profiliertes Gurtgesims, weit vorkragendes Konsolgesims unter der Traufe | 09227608 |
| Weitere Bilder                          | Wohnhaus in geschlossener Bebauung | Kirchstraße 3 (Karte)                                                   | Um 1870 | Auffällig gestalteter Bau, baugeschichtlich und straßenbildprägend von Bedeutung, dreigeschossig, über den Türen zwei Sphingen im Relief, über dem ersten Obergeschoss Konsolgesims, zweites Obergeschoss aufgestockt und Fassade im Jugendstil überformt, Gewölbe im Erdgeschoss, Bau im Kern älter | 09227585 |
|                                         | Wohn- und Geschäftshaus in geschlossener Bebauung | Kirchstraße 4 (Karte)                                                   | 1844 | Dreigeschossig, auffallend repräsentativer Bau mit aufwändiger Fassadengestaltung, baugeschichtlich und straßenbildprägend von Bedeutung, Ladeneinbau im Erdgeschoss original, Fenster in allen Geschossen jeweils gekoppelt und aufwändig gerahmt, weit auskragendes Traufgesims | 09227607 |
|                                         | Wohnhaus in geschlossener Bebauung | Kirchstraße 5 (Karte)                                                   | 1860er Jahre | Baugeschichtlich und straßenbildprägend von Bedeutung, zweigeschossig, üppiges Konsolgesims über der Traufe, Dachhäuschen | 09227586 |
|                                         | Wohnhaus in geschlossener Bebauung in Ecklage Angerstraße | Kirchstraße 7 (Karte)                                                   | Um 1840 | Klassizistischer Wohnbau, baugeschichtlich und ortsentwicklungsgeschichtlich von Bedeutung. Zwei Geschosse, 6 × 1 × Achsen, Bruchsteinsockel, Putzfassade mit Putzgliederung. Original: teilweise Fenster, Haustür mit Oberlicht und Klinker, Granitstufen. | 09227006 |
|                                         | Wohn- und Geschäftshaus in geschlossener Bebauung und Ecklage | Kirchstraße 12 (Karte)                                                  | Um 1860 | Mit Balkon als Blickfang vom Buttermarkt, abgeschrägte Ecke, baugeschichtlich und städtebaulich von Bedeutung, Fassade an der Kirchstraße mit Mittelrisalit und rundbogigen Fensteröffnungen, Balkon mit Ädikulamotiv | 09227605 |
|                                         | Pfarrhaus der Kirche St. Marien | Kirchstraße 13 (Karte)                                                  | 18. Jahrhundert | Baugeschichtlich und ortsgeschichtlich von Bedeutung, breitgelagerter zweigeschossiger Putzbau, steiles Krüppelwalmdach mit Fledermausgauben | 09301224 |
|                                         | Pfarrhaus St. Marien in offener Bebauung | Kirchstraße 20 (Karte)                                                  | Um 1850 | Ortsgeschichtlich von Bedeutung, straßenbildprägend, zweigeschossig, schlichte Fassadengestaltung | 09227709 |
| Weitere Bilder                          | Wohn- und Geschäftshaus in geschlossener Bebauung und Ecklage | Klosterstraße 1 (Karte)                                                 | Um 1840 | Baugeschichtlich und städtebaulich von Bedeutung, dreigeschossig, Hechtgaupe | 09227687 |
|                                         | Wohn- und Geschäftshaus in geschlossener Bebauung, repräsentativer Bau mit aufwändigen Gestaltungselementen | Klosterstraße 3 (Karte)                                                 | 1837 | Repräsentativer Bau mit aufwändigen Gestaltungselementen, baugeschichtlich und straßenbildprägend von Bedeutung | 09227615 |
| Weitere Bilder                          | Klostertor (Barockes Wohnhaus) | Klosterstraße 8 (Karte)                                                 | 1520 | Barockes Wohnbau, im Kern älter, baugeschichtlich und straßenbildprägend von Bedeutung, barocker stattlicher Baukörper in geschlossener Bebauung auf hufeisenförmigen Grundriss mit Balkon, Torhaus, originale Hofeinfahrt an der Kirchstraße, Erkermotiv an der Theaterstraße | 09227614 |
| Weitere Bilder                          | Justkirche mit Ausstattung (darunter acht Kästen mit Schmuck zur Totenhochzeit an Nord- und Südseite des Kirchenschiffs), Kirchhofseinfriedung, sechs Grabmale im Kircheninnenraum, neun Grabanlagen auf dem Kirchhof und sämtliche auf dem Kirchhof erhaltene schmiedeeiserne Einfriedungen sowie Kriegerdenkmal für die Gefallenen des Ersten Weltkrieges | Königsbrücker Straße (Karte)                                            | 1850–1910 (Grabmal); 1850–1923 (Grabanlage); nach 1918 (Kriegerdenkmal)                                                                                | Baugeschichtlich und ortsgeschichtlich von Bedeutung. An das rechteckige Langhaus schließt sich der eingezogene und durch einen Triumphbogen abgesetzte Chor an, Gewölbe im Chor erhalten, Fresken im Altarraum aus der Zeit um 1390. Zur Ausstattung gehören acht Kästen mit Schmuck zur Totenhochzeit an Nord- und Südseite des Kirchenschiffs. Vorstellung von einer Hochzeit nach dem Tod gehört zu merkwürdigsten Gebräuchen bei Bestattungen. Sie geht auf das vorzeitliche Denken der unverzichtbaren Weitergabe des Lebens nach dem irdischen Tod zurück, was im Christentum in der „Himmlischen Hochzeit“ seinen Ausdruck fand, sobald eine unverheiratete Person bestattet wurde. Das betraf Kinder, Jungfrauen und Junggesellen. Als Schmuck dienten für Jungfrauen Brautkronen. Myrtenkränze und Schleier, für Junggesellen Myrtensträuße. Darüber hinaus war offenbar auch noch anderweitiger Schmuck gebräuchlich. Mitunter wurde dieser Brauch als Aberglaube abgetan. In manchen der hier angebrachten Kästen befinden sich die handgeschriebenen Gedenkschriften im Inneren und sind nicht ohne weiters zugänglich. Im Kircheninnenraum rechts am Eingang sechs Grabmale, die vom Friedhof der Kamenzer Marienkirche umgesetzt worden sind: - Grabmal Johanna Haberkorn, gestorben 1707, an der Westwand rechts - Grabmal Christina Dorothea Hauck, gestorben 1726, an der Westwand halbrechts - Grabmal Andreas Ehregott Hempel, gestorben 1776, an der Westwand halblinks, - Grabmal Christian Mechler, gestorben 1776, an der Westwand links - Grabmal Johann Caspar Gulich, gestorben 1781, an der Südwand rechts - Grabmal Johann Christian Baser, gestorben 1742, an der Südwand links Entlang der Einfriedungsmauer stehen folgende Grabanlagen unter Schutz: - Wandgrabanlage Familie Heidsieck mit Einfriedung (Grabstelle 45), an der Ostseite der Mauer, die beide Friedhofsteile trennt, Sandstein, Marmorrelief mit Engel und Palmzweig, Inschrifttafeln, Familiengrabstelle des Gründers und Besitzers der Kamenzer Buchdruckmaschinenfabrik Gebr. Heidsieck, nach 1920 - Wandgrabmal Familie Förster mit Einfriedung: dreizoniger Aufbau mit Medaillon, im Medaillon Relief einer Christusbüste, 2. Hälfte 19. Jahrhundert - Wandgrabanlage mit Architravarchitektur, Gebälk ruht auf vier Säulen, zwischen den Säulen schmiedeeiserne Zaunfelder, 2. Hälfte 19. Jahrhundert - Wandgrabanlage mit Einfriedung der Familie Peschel, Relief mit einem in einer Hütte sitzendem Mann und der Stadtansicht von Kamenz, nach 1923 - Wandgrabanlage mit Einfriedung der Familie Wendt, Jugendstilornamentik, Relief mit Wappen und Berufsinsignien: Zirkel, Geodreieck und Lot, nach 1914 - Wandgrabmal, Ruhestätte Familie Minckwitz, um 1900 - Wandgrabmal, Erbbegräbnis Familie Erwin Schwibs in Lückersdorf, um 1900 - Wandgrabanlage mit Einfriedung, Erbbegräbnis Familie Schierick in Bernbruch, um 1900 - Grabanlage für den Kgl. Sächs. Geheimen Medizinalrat und Großneffen von Gotthold Ephraim Lessing, Friedrich Hermann Lessing (9. Mai 1815 29. September 1885), Granit, Grabstein in Form eines Obelisken auf abgestuftem Sockel, auf rechteckiger Grünfläche mit großem Baum platziert, schmiedeeiserne Einfassung (mit kleiner Tür) auf umlaufendem Granitsockel, 2. Hälfte 19. Jahrhundert Kriegerdenkmal für die Gefallenen des Ersten Weltkrieges, mit Gräbern und Gedenkstein, Inschrift: „Unseren Glaubensbrüdern die fürs Vaterland...(?)“ | 09227801 |
|                                         | Sowjetisches Ehrenmal | Königsbrücker Straße (Hauptanschrift: Am Hutberg) (Karte)               | 1946/47 | Obelisk aus rotem Porphyr gestalterischer Mittelpunkt, Begräbnisort von 18 Sowjetsoldaten, geschichtlich von Bedeutung. In Einzel- und Gemeinschaftsgräbern ruhen hier Soldaten und Offiziere, in den Kämpfen in der Umgebung im April 1945 gefallen, bzw. im Mai 1945 in Lazaretten verstorben. Unter ihnen ein „Held der Sowjetunion“. Die Gräber tragen einheitlich gestaltete Grabobeliske mit Namenstafeln. Im Zentrum Denkmal: Auf einem Podest Sockel, an der Vorderseite Tafel mit ehrender Inschrift, darüber Pyramidenaufsatz, an der Vorderseite Sowjetstern. Material: Beton, verputzt, Höhe etwa 650 cm. | 09227781 |
| Weitere Bilder                          | Mietshaus in geschlossener Bebauung | Königsbrücker Straße 2 (Karte)                                          | Um 1890 | Reiche klassizistische Zierformen, baugeschichtlich und straßenbildprägend von Bedeutung, Putzrustizierung im Erdgeschoss, Dach verändert, Fensterverdachungen, Sandsteingewände, Erker, Tür original | 09227749 |
| Weitere Bilder                          | Scheunenkomplex aus 10 Stadtscheunen entlang der Königsbrücker Straße | Königsbrücker Straße 21, 23, 25, 27, 29, 33, 35, 37, 39, 41, 43 (Karte) | Nach 1842 | Teil eines erhaltenen Scheunenkomplexes am Stadtrand, im Zusammenhang mit zwei weiteren Zeilen, diese in östlicher Richtung von der Königsbrücker Straße abzweigend (Objekt 09227620), alle Scheunen aus Bruchsteinmauerwerk und mit Satteldach, wirtschaftsgeschichtlich und stadtgeschichtlich von Bedeutung. - Nummer 21: zwei Tore - Nummer 23: zwei Tore, Kniestock, zwei Fledermausgauben, - Nummer 25/27: drei Tore, Kniestock, - Nummer 29: zwei Tore Kniestock, Hechtgaube - Nummer 31: Abbruch 2007 - Nummer 33: zwei Tore, Fledermausgaube, Dachhäuschen - Nummer 35: zwei Tore, Fledermausgaube - Nummer 37: zwei Tore, Kniestock Einmündung Nebenstraße: - Nummer 39: drei Tore, Kniestock, 3 Hechtgauben - Nummer 41: drei Tore mit Segmentbogen, Dach eingestürzt, bauzeitlich mit Kniestock und drei Hechtgauben - Nummer 43: zwei Tore, Kniestock, drei Hechtgauben | 09227628 |
| Weitere Bilder                          | Scheunenkomplex aus 18 Stadtscheunen in östlicher Richtung von der Königsbrücker Straße abzweigend | Königsbrücker Straße 32, 34, 36, 38, 40, 42, 46, 48, 50, 52 (Karte)     | Nach 1842 | Teil eines erhaltenen Scheunenkomplexes am Stadtrand, im Zusammenhang mit einer Zeile direkt an der Königsbrücker Straße (Objekt 09227628), alle Scheunen aus Bruchsteinmauerwerk und mit Satteldach, wirtschaftsgeschichtlich und stadtgeschichtlich von Bedeutung. Zeile in östlicher Richtung von der Königsbrücker Straße abgehend, südlicher Bereich, alle Scheunen unter Nummer 32 geführt: - Flurstück 498: zwei Tore (traufseitiges geschlossen, giebelseitig großes Segmentbogentor), Fledermausgaube - Flurstück 499: zwei Tore, Fledermausgaube - Flurstück 500: ein Tor, Hechtgaube, Lüftungsschlitze - Flurstück 501: ein Tor, Kniestock, Hechtgaube - Flurstück 502: ein Tor (verändert), Lüftungsschlitze - Flurstück 503: drei Tore - Flurstück 504: drei Tore, ein Fenster - Flurstück 505: zwei Tore (ein Segmentbogentor) - Flurstück 506: zwei Tore (ein Segmentbogentor, eines gerade, hatte aber bauzeitlich Segmentbogen) Zeile in östlicher Richtung von der Königsbrücker Straße abgehend, nördlicher Bereich: - Nummer 34: zwei Tore (eines hatte Segmentbogen), Kniestock, zwei Fledermausgauben - Nummer 36: zwei Segmentbogentore (bauzeitlich drei), Kniestock - Nummer 38: ein Segmentbogentor, Kniestock - Nummer 40: ein Tor, zwei Hechtgauben - Nummer 42: ein Tor, zwei Hechtgauben - Nummer 44: kein Denkmal, ein Teil der Scheune Nummer 46 war versehentlich unter dieser Nummer erfasst worden - Nummer 46: drei Tore (zwei Tore neu und verändert), eine Fledermausgaube - Nummer 48: ein Tor (neu und verändert) - Nummer 50: zwei Tore, Kniestock, Fledermausgaube, sehr schmales Fenster mit Granitgewände - Nummer 52: ein bauzeitliches Tor, Fledermausgaube, westlicher Teil stark verändert | 09227620 |
|                                         | Verwalterhaus der gräflichen Steinbruchverwaltung | Königsbrücker Straße 107 (Karte)                                        | Um 1900 | Weitgehend unverändertes äußeres Erscheinungsbild der Erbauungszeit um die Jahrhundertwende, baugeschichtlich und ortsgeschichtlich von Bedeutung. Eingeschossiger Putzbau mit ausgebautem Mansarddach, ohne seitlich angebautes Nebengebäude, Hauptbau hinsichtlich Kubatur, Fassadenaufbau und Fassadengliederung, Putz, Putzstruktur, Putzgliederung und Putz-Zierelementen, originaler Fenster (bezüglich Größe und Ausführung), Dachform und Dachausbauten nahezu authentisch erhalten. Zusätzliche historische Bedeutungskategorie für öffentliches Erhaltungsinteresse erfüllt. | 09228206 |
| Weitere Bilder                          | Mönch; Grabmal für den Ratsherren Hans Wagner | Kurze Straße 1 (Karte)                                                  | Bezeichnet mit 1504 | Ehemals in der Annenkirche, künstlerisch und ortsgeschichtlich von Bedeutung, stammt aus der Franziskanerkirche | 09227601 |
|                                         | Wohnhaus mit Ladeneinbau in geschlossener Bebauung und prägnanter Ecklage | Kurze Straße 2 (Karte)                                                  | 2. Hälfte 19. Jahrhundert | Baugeschichtlich und platzbildprägend von Bedeutung, dreigeschossig, sich weit in die Grundstückstiefe erstreckendes Gebäude | 09227571 |
|                                         | Wohnhaus in geschlossener Bebauung | Kurze Straße 4 (Karte)                                                  | Um 1860 | Baugeschichtlich von Bedeutung, zweigeschossig, Hechtgaube, Fassade 1910 überformt, Obergeschoss mit originalen Fenstern | 09227589 |
| Weitere Bilder                          | Feuerhaus (Wohnhaus in geschlossener Bebauung und Ecklage) | Kurze Straße 6 (Karte)                                                  | Um 1680 (Portal) | Mit Mittelrisalit und Sitznischenportal, in der Supraporte Darstellung des Stadtbrandes 1707, baugeschichtlich, ortsgeschichtlich und straßenbildprägend von Bedeutung, Wohnhaus von Johannes Haberkorn | 09227588 |
|                                         | Kirche St. Marien, Kirchhof und Katechismuskirche (Sachgesamtheit) | Lessinggäßchen (Karte)                                                  | 13. Jahrhundert bis 1. Hälfte 20. Jahrhundert | Sachgesamtheit Kirche St. Marien, Kirchhof und Katechismuskirche mit folgenden Einzeldenkmalen: Kirche St. Marien, Katechismuskirche, 67 Grabmale, vier Grabanlagen, Einfriedungsmauer einschließlich repräsentativem Torbau (Haupttor) drei weitere Pforten, Lessingplatz (Aussichtsplattform) mit steinernem Tisch, weiterer Aussichtsplatz (siehe Obj. 09227710) sowie dem Kirchhof mit Baumgruppe und Baumpaar als Sachgesamtheitsteil; ortsgeschichtlich von Bedeutung. Sechs Grabmale vom Friedhof der Marienkirche sind in den Innenraum der Justkirche zu Kamenz umgesetzt worden (siehe Obj. 09227801). | 09301222 |
| Weitere Bilder                          | Kirche St. Marien (Einzeldenkmal zu ID-Nr. 09301222) | Lessinggäßchen (Karte)                                                  | 15. Jahrhundert und später | Einzeldenkmal der Sachgesamtheit Kirche St. Marien, Kirchhof und Katechismuskirche; baugeschichtlich, kunstgeschichtlich, künstlerisch und ortsgeschichtlich von Bedeutung. Hallenkirche mit eingezogenem dreijochigem Chor, Turm in der Nordostecke, Sakristei an der Südseite, zwei Vorhallen an der Nordseite, hohe Spitzbogenfenster mit reichem Maßwerk. | 09227710 |
| Weitere Bilder                          | Katechismuskirche (Einzeldenkmal zu ID-Nr. 09301222) | Lessinggäßchen (Karte)                                                  | 13. Jahrhundert | Einzeldenkmal der Sachgesamtheit Kirche St. Marien, Kirchhof und Katechismuskirche; baugeschichtlich, kunstgeschichtlich, künstlerisch und ortsgeschichtlich von Bedeutung. Kleine Saalkirche, feldseitig östlich an die Marienkirchhofmauer angebaut, Putzbau mit 3/8 Schluss und Strebepfeilern, wehrhaftes Obergeschoss mit Schießscharten bildet einen Teil der Stadtbefestigung. Auf dem Boden (Wehrgang) der Katechismuskirche in Kamenz lagern eine Vitrine und drei Regale für Schmuck zur „himmlischen Hochzeit“ (siehe auch Texteintrag bei Justkirche Kamenz, Obj. 09227801). Sie enthalten zurzeit keinen Schmuck und sind stark reparaturbedürftig. Die Schrifttafeln in Form von Epitaphen für die verstorbenen Unverehelichten (Kinder, Jungfrauen und Junggesellen) sind jedoch erhalten und überwiegend noch gut lesbar. | 09227710 |
| Weitere Bilder                          | 67 Grabmale (Einzeldenkmal zu ID-Nr. 09301222) | Lessinggäßchen (Karte)                                                  | 16. Jahrhundert bis 1. Hälfte 20. Jahrhundert | Einzeldenkmale der Sachgesamtheit Kirche St. Marien, Kirchhof und Katechismuskirche; baugeschichtlich, kunstgeschichtlich, künstlerisch und ortsgeschichtlich von Bedeutung | 09227710 |
| Weitere Bilder                          | Vier Grabanlagen (Einzeldenkmal zu ID-Nr. 09301222) | Lessinggäßchen (Karte)                                                  | 16. Jahrhundert bis 1. Hälfte 20. Jahrhundert | Einzeldenkmale der Sachgesamtheit Kirche St. Marien, Kirchhof und Katechismuskirche; baugeschichtlich, kunstgeschichtlich, künstlerisch und ortsgeschichtlich von Bedeutung. - Grabanlage mit sieben Nischen(-bögen) an der Friedhofswand, voneinander getrennt durch eingestellte Säulen mit Kapitellen, zusammenfassend überdacht, allesamt Sandsteingrabmale, 18. Jahrhundert, die in den ersten beiden Nischen befindlichen Grabmale sind zurzeit völlig zugewachsen, können deshalb nicht näher beschrieben werden: - Grabmal für den Apotheker Gottfried Haugk (gestorben 1724) - Grabmal für Anna Maria Reichel (gestorben 1729) - Grabmal für Christian Reichel (gestorben 1720) - Grabmal für Elisabeth Reichel (gestorben 1714) - Grabmal der Familie Tschörtner, 1782 - Grabanlage mit drei Nischen (-bögen) an der Friedhofswand mit jeweils einem Grabmal (Sandstein), 18. Jahrhundert: - Grabmal der Familie des Chirurgen und Baders Johann Christoph Heß (wohl 1738) - Grabmal für den Chirurgen und Bader Johann Christoph Heß (gestorben 1748) und seine dritte Frau Maria Elisabeth (gestorben 1743) - Grabmal für Anna Rosina Reichel geborene Hempel (gestorben 1732) - Grabanlage (Gruft) mit Einfriedung, Grabmal für Ernst Hermann Müller und Familie (Grabmal Tempelmotiv mit klassizistischer Rahmung, Einfriedung Jugendstil repräsentativ) - Grabanlage für Bürgermeister Dr. jur. Julius Oswin Feig (gestorben 1914), Sandstein, tempelartiger Aufbau mit Einfriedungsmauer | 09227710 |
|                                         | Einfriedungsmauer einschließlich repräsentativem Torbau (Haupttor) und drei weitere Pforten (Einzeldenkmal zu ID-Nr. 09301222) | Lessinggäßchen (Karte)                                                  | 1701–1914 | Einzeldenkmal der Sachgesamtheit Kirche St. Marien, Kirchhof und Katechismuskirche; baugeschichtlich, kunstgeschichtlich, künstlerisch und ortsgeschichtlich von Bedeutung | 09227710 |
| Weitere Bilder                          | Lessingplatz (Aussichtsplattform) mit steinernem Tisch und weiterer Aussichtsplatz (Einzeldenkmal zu ID-Nr. 09301222) | Lessinggäßchen (Karte)                                                  | 1701–1914 | Einzeldenkmal der Sachgesamtheit Kirche St. Marien, Kirchhof und Katechismuskirche; baugeschichtlich, kunstgeschichtlich, künstlerisch und ortsgeschichtlich von Bedeutung | 09227710 |
| Weitere Bilder                          | Volkspark; Parkanlage und Gedenkstein für Dr. med. Kurt Berger | Lessingplatz (Karte)                                                    | 2. Hälfte 19. Jahrhundert (Volkspark); nach 1956 (Gedenkstein)                                                                                         | Freiraumplanerisch und stadtgeschichtlich sowie pflanzenkulturhistorisch von Bedeutung. Die Parkanlage, heute Volkspark, ist aus der ehemaligen Kunst- und Handelsgärtnerei von Wilhelm Weiße (1846–1916) hervorgegangen. Die Anlage wurde von Weiße als Baumschule und Sichtungsgarten gegründet und später erweitert. Das rasterförmige Wegenetz und die rechteckige Quartiergestaltung erinnern noch heute an die ehemaligen Anzuchtbeete. 1938 gelangte die Anlage in den Besitz der Stadt Kamenz und wurde 1954 für die Öffentlichkeit zugängig gemacht. Im Park befindet sich der granitene Gedenkstein für Kurt Berger. Begründung des Gartendenkmals Volkspark Kamenz (Ragnhild Kober-Carrière, 2014): Der Volkspark, der aus der Baumschule Wilhelm Weißes hervorgeht, grenzt im Osten an den Lessingplatz (ehemals „König-Albert-Platz“, um 1900) und im Süden an eine kleine Grünanlage (ehemals „Rosengarten“) sowie an die Eingangsterrasse des Lessinghauses (1929). Im Westen, an der Poststraße, ihm gegenüber, liegt der Weiße-Garten (ehemaliger Privatgarten von Wilhelm Weiße). Im Norden ist er über einen kurzen Weg mit dem Robert-Koch-Platz (ehemals „Lessingplatz“, um 1900) verbunden. Da die Grundstruktur (Wegeraster) der einstigen Baumschule erhalten blieb, werden die benachbarten, zu ihm versetzt liegenden Anlagen in idealer Weise mit dem Volkspark verknüpft. Durch die öffentliche Parkanlage entstand ein zusammenhängendes Freiraumsystem, das Bahnhof und Innenstadt verbindet und im Kontext der städtebaulichen Bestrebungen der 30er und 50er Jahre von freiraumplanerischer und stadtgeschichtlicher Bedeutung ist. Der heute als Hain anzusprechende wertvolle und besondere Gehölzbestand, der aus dem einstigen reichen Angebot der Baumschule Wilhelm Weißes hervorgeht, hat gleichfalls pflanzenkulturhistorische Bedeutung. | 09301515 |
| Direkt Bild zu diesem Denkmal hochladen | Schmuckplatz | Lessingplatz (Karte)                                                    | 1921–1922 | Orts- und gartengeschichtliche Bedeutung | 09307172 |
| Weitere Bilder                          | Lessingmuseum, Haus des ehemaligen Röhrmeisters und Lessingdenkmal | Lessingplatz 1, 3 (Karte)                                               | 18. Jahrhundert (Haus des Röhrmeisters); 1929–1931 (Museum); 1863 (Lessingdenkmal)                                                                     | Baugeschichtlich, künstlerisch und ortsgeschichtlich von Bedeutung. - Museum (1931): zweigeschossig, Rundbogenfenster, Walmdach - Haus des Röhrmeisters: eingeschossig, Mansardwalmdach, Fledermausgaupe (18. Jahrhundert) - Lessingdenkmal: Bronzebüste des Bildhauers Hermann Knaur | 09227740 |
| Weitere Bilder                          | Wohnhaus in halboffener Bebauung und Ecklage | Lessingplatz 5 (Karte)                                                  | 1897 | Baugeschichtlich und stadtentwicklungsgeschichtlich von Bedeutung, mit Einfriedung, zweigeschossig, Klinker, Gurtgesims, Sandsteinzierelemente, abgeschrägter Erker, Balkon mit schmiedeeisernem Gitter | 09227715 |
| Weitere Bilder                          | Wohnhaus in geschlossener Bebauung mit Einfriedung | Lessingplatz 6 (Karte)                                                  | 1892 | Baugeschichtlich und stadtentwicklungsgeschichtlich von Bedeutung, zweigeschossig, Klinker, Gurtgesims, Sandsteinzierelemente, Balkon, Konsolen | 09227714 |
| Weitere Bilder                          | Wohnhaus in geschlossener Bebauung mit Einfriedung | Lessingplatz 7 (Karte)                                                  | Um 1900 | Baugeschichtlich und stadtentwicklungsgeschichtlich von Bedeutung, zweigeschossig, Klinker, Gurtgesims, Sandsteinzierelemente, Balkon, Dachhäuschen | 09227713 |
| Weitere Bilder                          | Wohnhaus in geschlossener Bebauung mit Einfriedung | Lessingplatz 8 (Karte)                                                  | Um 1900 | Baugeschichtlich und stadtentwicklungsgeschichtlich von Bedeutung, zweigeschossig, Klinker, Gurtgesims, Sandsteinzierelemente, Balkon mit Säulen, Traufgesims mit Rosetten | 09227712 |
| Weitere Bilder                          | Wohnhaus in offener Bebauung mit Einfriedung in Ecklage | Lessingplatz 9 (Karte)                                                  | Um 1900 | Baugeschichtlich und stadtentwicklungsgeschichtlich von Bedeutung, zweigeschossig, Klinker, Sandsteinzierelemente, abgeschrägter Erker, Gurtgesims, Fensterverdachungen, Dachhäuschen | 09227711 |
|                                         | Villa in offener Bebauung mit Einfriedung | Lessingplatz 14 (Karte)                                                 | 1920er Jahre | Baugeschichtlich von Bedeutung, unregelmäßiger Grundriss, schlichte Zierelemente, eingeschossig, vielgestaltige Dachlandschaft | 09227745 |
|                                         | Wohnhaus in halboffener Bebauung mit Einfriedung | Lessingplatz 16 (Karte)                                                 | Um 1902 | Baugeschichtlich und stadtentwicklungsgeschichtlich von Bedeutung, zweigeschossig, Klinker, Gurtgesims, Sandsteinzierelemente, Tür original, Erdgeschoss-Fenster mit Segmentbogen, Obergeschoss-Fensterverdachungen | 09227744 |
|                                         | Wohnhaus in halboffener Bebauung mit Einfriedung | Lessingplatz 17 (Karte)                                                 | Um 1902 | Baugeschichtlich und stadtentwicklungsgeschichtlich von Bedeutung, zweigeschossig, Klinker, Gurtgesims, Sandsteinzierelemente, Tür original, Dachhäuschen | 09227743 |
|                                         | Wohnhaus in geschlossener Bebauung mit Einfriedung | Lessingplatz 18 (Karte)                                                 | Bezeichnet mit 1902 | Baugeschichtlich und stadtentwicklungsgeschichtlich von Bedeutung, zweigeschossig, Klinker, Gurtgesims, Sandsteinzierelemente, Tür original, prächtige Dachhäuschen | 09227742 |
|                                         | Wohnhaus in geschlossener Bebauung mit Einfriedung | Lessingplatz 19 (Karte)                                                 | Um 1902 | Baugeschichtlich und stadtentwicklungsgeschichtlich von Bedeutung, Klinker, zweigeschossig, Gurtgesims, Sandsteinzierelemente, Erker, Tür original, Dachhäuschen mit Bekrönungen, schmiedeeisernes Balkongitter | 09227741 |
| Weitere Bilder                          | Hydraulischer Widder eines Wasserpumpwerkes | Lückersdorfer Weg (Karte)                                               | Um 1915 | Gegenüber der Roten Mühle, wasserwirtschaftliche Anlage von technikgeschichtlichem Interesse, DDR-Liste | 09227005 |
| Weitere Bilder                          | Mietshaus in geschlossener Bebauung | Macherstraße 23 (Karte)                                                 | Bezeichnet mit 1910 | Aufwändig gestaltete Fassade mit Reformstilelementen aus der Zeit um 1910, baugeschichtlich und stadtentwicklungsgeschichtlich von Bedeutung, mit seitlichen Erkern über dem Erdgeschoss, ersten und zweiten Obergeschoss, darüber geschweifte Giebel, Eingang rustiziert, verschiedene Fensterformate als Gestaltungsmittel | 09300965 |
| Weitere Bilder                          | Zwei Gebäude des Amtsgerichts mit Einfriedungsmauer hinter Nr. 45 | Macherstraße 45, 49 (Karte)                                             | 1900 | Baugeschichtlich und straßenbildprägend von Bedeutung, zweigeschossige, sich gegenüber stehende Gebäude - Nummer 45 (ehemaliges Haus 53): roter Klinkerbau mit Walmdach und Mittelrisalit, bezeichnet mit 1900 - Nummer 49 (ehemaliges Haus 52): gelber Klinkerbau, hochgezogener Mittelrisalit, Vorderseite mit Vorbau, rote Zierklinker, wurde fälschlicherweise bis Juli 2007 unter Macherstraße 52 in der Denkmalliste geführt - Macherstraße 47 (ehemaliges Haus 99) wurde am 4. Juli 2007 aus der Denkmalliste gestrichen, kein ausreichender Denkmalwert vorhanden | 09227817 |
|                                         | Doppelmietshaus in offener Bebauung | Macherstraße 50, 52 (Karte)                                             | Bezeichnet mit 1907 | Baugeschichtlich und stadtentwicklungsgeschichtlich von Bedeutung, zweigeschossig, Gurtgesims, Sandsteinzierelemente, Stuckreliefs floral mit Frauenkopf über Balkon, Krüppelwalmdach, Dachgaupen | 09227707 |
| Weitere Bilder                          | Kaserne des 13. Königlich-Sächsischen Infanterieregiments; sechs Kasernengebäude mit schmiedeeiserner Einfriedung entlang der Macherstraße | Macherstraße 51, 53, 55, 57, 59, 61 (Karte)                             | Bezeichnet mit 1900 | Siehe auch Garnisonsplatz 2, 4, 5, 6, 9, 11, 13, 14 und 15 (Objekt 09227043), militärgeschichtlich und baugeschichtlich von Bedeutung, Erdgeschoss Segmentbogen über Fenster, Mittelrisalit „Kragsteine“, Ecklisenen. Garnisonsplatz 3 (ehemaliges Haus 45, Offizierscasino) wurde am 29. Oktober 2002 aus der Denkmalliste gestrichen. Begründung: Das Gebäude ist bereits in seinem äußeren Erscheinungsbild stark beeinträchtigt wegen neuerer Fenster, innen völlig entkernt (Nutzung als Gaststätte und Kegelbahn), am Eingangsbereich unmaßstäbliche Werbeanlage. Denkmalfähigkeit ist vorhanden, Denkmalwürdigkeit nicht ausreichend zu begründen. Die Entscheidung über die Streichung erfolgte im Einvernehmen mit dem Landratsamt Kamenz. | 09227816 |
| Weitere Bilder                          | Andreasbrunnen | Markt (Karte)                                                           | Bezeichnet mit 1570 | Künstlerisch und platzbildprägend von Bedeutung, Sandsteinbrunnen auf polygonalem Grundriss, Sockel, drei kannelierte Säulen, Aufsatz mit Inschrift und figürlichen Darstellungen und Kartuschen, gestiftet von Bürgermeister Andreas Günter | 09227570 |
| Weitere Bilder                          | Rathaus | Markt 1 (Karte)                                                         | 1848 | Markanter Baukörper mit Innenhof einschließlich Ecktürmen, baugeschichtlich und ortsgeschichtlich von Bedeutung, auffälliger Baukörper mit aufwändigen, neugotischen Gestaltungselementen | 09227577 |
|                                         | Wohnhaus mit Ladeneinbau in geschlossener Bebauung | Markt 2 (Karte)                                                         | Um 1870/1880 | Als Teil des Marktplatzensembles baugeschichtlich und städtebaulich von Bedeutung, dreigeschossig, Fledermausgaupen, schmucklose, geglättete Fassade, innen: Fensterbögen, Ladeneinbauten im Erdgeschoss neu | 09227574 |
|                                         | Wohnhaus in geschlossener Bebauung | Markt 3 (Karte)                                                         | Um 1860 | Als Teil des Marktplatzensembles baugeschichtlich und städtebaulich von Bedeutung, dreigeschossig, Putzrustika im Erdgeschoss, Schleppgauben, Ladeneinbauten im Erdgeschoss neu, Fenster im Obergeschoss mit Bedachungen | 09227575 |
|                                         | Wohnhaus in geschlossener Bebauung | Markt 5 (Karte)                                                         | Um 1880 | Als Teil des Marktplatzensembles baugeschichtlich und städtebaulich von Bedeutung, dreigeschossig, Fledermaus- und Hechtgaube, ehemalige Fleischerei, Inschrift „Alfred Flechtner, 1920er Jahre, weit vorkragendes Traufgesims, Abbruchgenehmigung 1997 erteilt“ | 09227572 |
|                                         | Wohnhaus in geschlossener Bebauung | Markt 7 (Karte)                                                         | Um 1860/1870 | Als Teil des Marktplatzensembles baugeschichtlich und städtebaulich von Bedeutung, dreigeschossig, aufwändiges Konsol- und Traufgesims, Fensterverdachungen im ersten Obergeschoss | 09227568 |
|                                         | Wohnhaus in geschlossener Bebauung | Markt 8 (Karte)                                                         | 1860er Jahre | Als Teil des Marktplatzensembles baugeschichtlich und städtebaulich von Bedeutung, dreigeschossig, Fledermausgaupen, aufwändige Fensterrahmung im Obergeschoss | 09227564 |
|                                         | Wohnhaus in geschlossener Bebauung mit neuerem Ladeneinbau | Markt 9 (Karte)                                                         | 1860er Jahre | Als Teil des Marktplatzensembles baugeschichtlich und städtebaulich von Bedeutung, dreigeschossig, Erdgeschoss mit Putznutung, Fensterverdachungen und Relieffelder über den Fenstern, reicher Konsolfries | 09227563 |
| Weitere Bilder                          | Gasthof „Goldener Hirsch“ in geschlossener Bebauung und Inschrifttafel (um 1842) | Markt 10 (Karte)                                                        | 1732 (Gasthof); nach 1842 (Inschrifttafel) | Prägnante Lage am Marktplatz, baugeschichtlich und ortsgeschichtlich von Bedeutung, dreigeschossig, Erdgeschoss mit Rundbogenöffnungen und Putznutung, Obergeschoss mit Fensterverdachungen und Relieffeldern über den Fenstern, Hechtgaupen | 09227562 |
|                                         | Wohnhaus in geschlossener Bebauung | Markt 11 (Karte)                                                        | 1860/1870 | Zum Ensemble Marktplatz gehörig, baugeschichtlich von Bedeutung, dreigeschossig, aufwändiges Konsol- und Traufgesims, Fensterverdachungen im ersten Obergeschoss | 09227567 |
|                                         | Wohnhaus mit Ladeneinbau in geschlossener Bebauung | Markt 12 (Karte)                                                        | Um 1870 | Zum Ensemble Marktplatz gehörig, baugeschichtlich von Bedeutung, dreigeschossig, innen Fensterbögen | 09227566 |
|                                         | Wohnhaus in geschlossener Bebauung und Ecklage | Markt 13 (Karte)                                                        | Um 1860 | Zum Ensemble Marktplatz gehörig, baugeschichtlich von Bedeutung, dreigeschossig, Hechtgauben, Fensterverdachungen im ersten Obergeschoss, profiliertes Gurtgesims, innen Entlastungsbögen als oberer Fensterabschluss, neuer Ladeneinbau im Erdgeschoss | 09227565 |
| Weitere Bilder                          | Gasthof „Goldener Stern“ in geschlossener Bebauung und Ecklage mit Saalanbau, mit originaler Ausstattung | Markt 14 (Karte)                                                        | 2. Hälfte 19. Jahrhundert | Teil des Marktplatzensembles, baugeschichtlich, städtebaulich und ortsgeschichtlich von Bedeutung, Saal im Erdgeschoss mit Deckengestaltung und originalen Leuchtern, Kachelrahmung um die Fenster, Kachelsockel, Kachelortgesims über Erdgeschoss, Dachhäuschen zum Markt, weit in die Grundstückstiefe sich erstreckendes Gebäude, ehemals Hotel, späte Jugendstilfassung | 09227579 |
| Weitere Bilder                          | Stadtapotheke; Wohn- und Geschäftshaus in geschlossener Bebauung | Markt 15 (Karte)                                                        | Um 1840 | Zum Ensemble Marktplatz gehörig, baugeschichtlich von Bedeutung, dreigeschossig, Erdgeschoss mit Putzquaderung, erstes und zweites Obergeschoss mit Fensterverdachungen, alle Tür- und Fensteröffnungen rundbogig, Sandsteingewände, Erdgeschoss mit originalen Sandsteinportal, Konsol- und Traufgesims Gestaltungselementen | 09227578 |
|                                         | Einfriedung der Schlossmühle (Große Mühle) | Mühlweg 7 (Karte)                                                       | 18. Jahrhundert | Wohnmühlengebäude und Nebengebäude vor April 2013 abgerissen, Einfriedung ortsbildprägend. Einfriedung ist Natursteinmauer mit Toröffnung, flankiert von zwei rechteckigen Pfeilern mit Zapfenaufsätzen. - abgerissenes Wohnmühlenhaus: zweigeschossig, Mansardwalmdach, Fledermausgaupe, Dachhäuschen, singulär - abgerissenes Nebengebäude: eingeschossig mit Drempel, Segmentbogenportal, zum Teil noch Technik (Haupttransmission), früher auch mit Bäckerei | 09227819 |
|                                         | Drei Mietshäuser im Wohnblock in offener Bebauung | Nordstraße 51, 53, 55 (Karte)                                           | Bezeichnet mit 1903 (Mietshaus); bezeichnet mit 1904 (Mietshaus); bezeichnet mit 1905 (Mietshaus)                                                      | Baugeschichtlich und stadtentwicklungsgeschichtlich von Bedeutung, zweigeschossig, Fenster mit Segmentbogen aus Klinker überfangen, getreppte Giebel über Mittelrisaliten, Sockel | 09227705 |
|                                         | Wohnhaus in offener Bebauung mit Einfriedung | Oststraße 4 (Karte)                                                     | 1890er Jahre | Baugeschichtlich und straßenbildprägend von Bedeutung, zweigeschossig, Klinker, Gurtgesims, Sandsteinzierelemente, Segmentbogenportal, Fensterverdachungen, Dachhäuschen, Mittelrisalit mit eigenwilligem Dreiecksgiebel | 09227728 |
|                                         | Wohnhaus in offener Bebauung mit Einfriedung | Oststraße 6 (Karte)                                                     | 1899 | Baugeschichtlich und straßenbildprägend von Bedeutung, zweigeschossig, Klinker (verputzt), Holzloggien, geschweifter Giebel, Dachhäuschen, Fensterverdachungen | 09227729 |
|                                         | Mietvilla in halboffener Bebauung | Oststraße 17 (Karte)                                                    | 3. Drittel 19. Jahrhundert | Baugeschichtlich und straßenbildprägend von Bedeutung, zweigeschossig, Gurtgesims, Sandsteinzierelemente, Balkon mit Konsolen, reich verzierte Sohlbänke | 09227732 |
|                                         | Wohnhaus in geschlossener Bebauung | Oststraße 21c (Karte)                                                   | Um 1910 | Im Zuge der Stadterweiterung Oststraße entstanden, baugeschichtlich und stadtentwicklungsgeschichtlich von Bedeutung, zweigeschossig, Gurtgesims, Fenstergewände mit Astragal, VorhangbogenmotivHaustür original | 09227813 |
|                                         | Wohnhaus in geschlossener Bebauung | Oststraße 23 (Karte)                                                    | Um 1910 | Im Zuge der Stadterweiterung Oststraße entstanden, baugeschichtlich und stadtentwicklungsgeschichtlich von Bedeutung, zweigeschossig, Gurtgesims, gebogte Fensterverdachungen im Obergeschoss mit Muschelmotiv, Schleppgaupen, Haustür original | 09227812 |
|                                         | Wohnhaus in geschlossener Bebauung | Oststraße 25 (Karte)                                                    | Um 1910 | Im Zuge der Stadterweiterung Oststraße entstanden, baugeschichtlich und stadtentwicklungsgeschichtlich von Bedeutung, zweigeschossig, Fenstergewände mit stilisiertem Vorhangbogenmotiv, Dachhäuser mit geschweiftem Giebel | 09227811 |
|                                         | Wohnhaus in geschlossener Bebauung | Oststraße 29 (Karte)                                                    | Um 1910 | Im Zuge der Stadterweiterung Oststraße entstanden, baugeschichtlich und stadtentwicklungsgeschichtlich von Bedeutung, zweigeschossig, Gurtgesims, Fensterverdachungen, Konsolen, Dachhäuschen, Haustür original | 09227810 |
|                                         | Wohnhaus in geschlossener Bebauung | Oststraße 53 (Karte)                                                    | Um 1900 | Baugeschichtlich und stadtentwicklungsgeschichtlich von Bedeutung, mit Ladeneinbau, zweigeschossig, Gurtgesims, Sandsteinfenstergewände, Ladeneinbau original, Abbruchgenehmigung für Hinterhaus 1997 erteilt | 09227731 |
|                                         | Wohn- und Geschäftshaus in geschlossener Bebauung | Oststraße 57 (Karte)                                                    | Letztes Viertel 19. Jahrhundert | Ehemalige Sparkasse, baugeschichtlich und straßenbildprägend von Bedeutung, zweigeschossig, Sandsteinzierelemente, Tür original, Fensterverdachungen | 09227553 |
|                                         | Wohnhaus mit Ladeneinbau in geschlossener Bebauung | Pfortenstraße 3 (Karte)                                                 | Um 1880 | Für den Straßenzug typisches Gebäude, baugeschichtlich von Bedeutung, zweigeschossig, Hechtgaube, bleiverglastes Oberlicht | 09227660 |
|                                         | Verwaltungsgebäude in geschlossener Bebauung | Pfortenstraße 6 (Karte)                                                 | Um 1860/1870 | Baugeschichtlich und straßenbildprägend von Bedeutung, zweigeschossig, links betonter Eingangsbereich, über Tür drei Fenster durch eine durchlaufende Sohlbänke zusammengefasst Putzfelder unter den Fenstern, vermutlich ehemalige Fronfeste | 09227594 |
| Weitere Bilder                          | Topfhalle | Pfortenstraße 9a (Karte)                                                | 1853 | Ortsgeschichtlich von Bedeutung, eingeschossig, mit rundbogigen Türöffnungen, Walmdach, Lüftungsrosetten über den Türbögen, Türen original | 09227661 |
|                                         | Wohnhaus in geschlossener Bebauung | Pfortenstraße 12 (Karte)                                                | 1860/1870 | Baugeschichtlich und straßenbildprägend von Bedeutung, zweigeschossig, über den Fenstern im Erdgeschoss Putzfelder mit eingebauchten Ecken, eingezogener Eingang mit originaler Tür, Hechtgauben | 09227593 |
|                                         | Wohnhaus mit Ladeneinbau in geschlossener Bebauung und Ecklage | Pfortenstraße 14 (Karte)                                                | 18. Jh. | Baugeschichtlich und straßenbildprägend von Bedeutung, zweigeschossig, Ladeneinbau original, sich sehr weit in die Tiefe erstreckender Baukörper, profiliertes Ortgesims, innen Fensterbögen, Walmdach | 09227599 |
|                                         | Ehemaliges Backhaus in geschlossener Bebauung | Pfortenstraße 19 (Karte)                                                | Bezeichnet mit 1737 | Baugeschichtlich und ortsgeschichtlich von Bedeutung, städtebaulich wichtig durch prägnante Ecklage, zwei- bzw. dreigeschossig, stattlicher Baukörper, rundbogige Fensterabschlüssen als Blickpunkt im Erdgeschoss, Walmdach, abgeschrägte Ecke | 09227662 |
| Weitere Bilder                          | Postamt mit Anbau in offener Bebauung und prägnanter Ecklage | Poststraße 2 (Karte)                                                    | Um 1900 | Baugeschichtlich und ortsgeschichtlich von Bedeutung, zweigeschossig, Klinker, Sandsteinzierelemente, Wappenkartusche, abgeschrägte Ecke, Gurtgesims, Tür original, Dachhäuschen | 09227739 |
|                                         | Villa in offener Bebauung | Poststraße 4 (Karte)                                                    | Ende 19. Jahrhundert | Baugeschichtlich und städtebaulich von Bedeutung, zweigeschossig, Klinker, Mittelrisalit, Sandsteinzierelemente, weiter Dachüberstand, Turm mit Haube, Holzzierknaggen, Tür original, überwölbter Eingang | 09227738 |
|                                         | Mietshaus in offener Bebauung und prägnanter Ecklage | Poststraße 14 (Karte)                                                   | 2. Hälfte 19. Jahrhundert | Platzbildprägend von Bedeutung, dreigeschossig, Obergeschoss Fensterverdachungen mit Konsolen, Kragsteine, Tür original | 09227734 |
|                                         | Villa mit Gartenhaus, Garten mit Gedenkbaum, Gedenkstein und Brunnen (Gartendenkmal) sowie Einfriedungsmauer | Poststraße 17 (Karte)                                                   | Um 1850 | Erbaut durch den Stadtgärtner Wilhelm Weisse, daher von ortsgeschichtlicher, baugeschichtlicher und gartengeschichtlicher Bedeutung. - Villa: zweigeschossig, massiv, Walmdach mit Dachhäuschen, flacher Mittelrisalit mit Rundbogenfenstern im Erdgeschoss, bekrönt mit Dreiecksgiebel, kunstvoll gestützter Balkon mit schmiedeeisernem Geländer (verbaut, besonders an der Nordseite, das meiste vom Bauornament schon vor längerer Zeit „weggeputzt“) - Gartenhaus: eingeschossiger Baukörper auf annähernd quadratischem Grundriss mit Satteldach mit einläufiger Treppe (Granitstufen) und Holztür zur Erschließung, an den anderen drei Seiten je ein zweiflügeliges Fenster mit Oberlicht, Sohlbank und hölzernen Schlagläden, Traufgesims, in dreieckigen Giebelfeldern segmentbogige Wandöffnungen (blind) und rundbogiges Holztürmchen über dem Eingang. Unter der Treppe ebenfalls mit Holztür verschlossene Öffnung (eventuell Kellereingang?), - Einfriedungsmauer entlang der Bahnhofstraße und entlang der nördlichen Flurstücksgrenze bis zur Poststraße verlaufend | 09227719 |
|                                         | Wohnhaus in geschlossener Bebauung in Ecklage | Pulsnitzer Straße 1 (Karte)                                             | Um 1850 | Wichtig Bau durch prägnante Ecksituation, baugeschichtlich von Bedeutung, zweigeschossig, abgeschrägte Ecke mit geschweiftem Giebel, bewegte Dachlandschaft | 09227657 |
|                                         | Wohnhaus in geschlossener Bebauung | Pulsnitzer Straße 4 (Karte)                                             | 1850er Jahre | Baugeschichtlich von Bedeutung, zweigeschossig, Gurtgesims, Erdgeschoss Putznutung, Steinimitation | 09227735 |
|                                         | Bäckerei (ehemalig), Wohnhaus in geschlossener Bebauung (ohne rechtwinkligen Anbau im Hof) | Pulsnitzer Straße 6 (Karte)                                             | 17. Jahrhundert (Keller, Erdgeschoss); 1. Hälfte 19. Jahrhundert (nach Stadtbrand 1842)                                                                | Wissenschaftlich-dokumentarischer Zeugniswert für Stadtgeschichte und Ortsbild, baugeschichtlich von Bedeutung. Zweigeschossiger Bau mit zweigeschossigem Dachausbau, mit originaler Haustür und Granittürstock. Auch im Inneren viel erhaltene Originalsubstanz, so im Treppenhaus die Granitfußbodenplatten (großformatig), Stufen bis zum ersten Obergeschoss, originale hölzerne Kellertür, zum Teil originale Dachstuhl-Hölzer (in Wohnbereich integriert). Ehemaliger Brotschrank im Hausflur als Zeugnis für Erdgeschoss-Bäckerei im 19. Jahrhundert (ohne Laden). Sehr dem Gebäudecharakter angemessene Sanierung der Fassade mit Spalieren, Fensterläden, hölzerne Sprossenfenstern, Verschieferung der Gaupenfronten, Freilegung des verputzten Türgewändes in den Jahren 1997–2000 (Rekonstruktion nach Postkarte von 1910). | 09227025 |
| Weitere Bilder                          | Wohnhaus in geschlossener Bebauung, mit späterem Ladeneinbau und Rückgebäude | Pulsnitzer Straße 8 (Karte)                                             | 18. Jahrhundert | Wohnhaus mit späterem Ladeneinbau, in seiner Struktur erhaltenes Anwesen von baugeschichtlicher Bedeutung. - Wohnhaus: zweigeschossig, Erdgeschoss Steinimitation, Segmentbogenportal mit Schlussstein - Rückgebäude: zweigeschossig, Krüppelwalmdach, Tür erhalten | 09227736 |
| Weitere Bilder                          | Inschrifttafel am Wohnhaus | Pulsnitzer Straße 10 (Karte)                                            | Bezeichnet mit 1619 | Ortsgeschichtlich von Bedeutung | 09227037 |
| Weitere Bilder                          | Ponickenhaus, Museum der Westlausitz; Museumsgebäude mit Flügelanbau und Gartenhäuschen, Granittrog im Hof | Pulsnitzer Straße 16 (Karte)                                            | 1745 (Museum); um 1850 (Gartenhaus); bezeichnet mit 1800 (Trog)                                                                                        | Baugeschichtlich und ortsgeschichtlich von Bedeutung. Repräsentatives, dreigeschossiges Haus, breitgelagert, mit Flügelanbau und Gartenhäuschen mit Tempelfassade, Granittrog im Hof (bezeichnet mit 1800), Mittelrisalit mit aufwändigem Portal (Korbbogen, gesprengter Giebel) und barocker figürlicher Zier (Putti, Muscheln), Kolossalpilaster, verschiedene gestufte Gesimse. | 09228226 |
| Weitere Bilder                          | Wohnhaus in geschlossener Bebauung und Ecklage, mit Torbogen | Pulsnitzer Straße 17 (Karte)                                            | 1880er Jahre | Baugeschichtlich von Bedeutung, an der Rosa-Luxemburg-Straße Mittelrisalit mit Dreiecksgiebel, abgeschrägte Ecke mit Dreiecksgiebel, nachträgliche (nicht denkmalgerechte) Aufstockung im Dachbereich, Toreinfahrt an der Rosa-Luxemburg-Straße mit gemauertem Bogen | 09227611 |
| Weitere Bilder                          | Wohnhaus in halboffener Bebauung, heute Gemeindehaus | Pulsnitzer Straße 21 (Karte)                                            | 1. Hälfte 19. Jahrhundert | Baugeschichtlich und straßenbildprägend von Bedeutung, saniert, Sprossenfenster, Dreiecksgiebel mit Okulus, Dachhäuschen, Gurtgesims, im ersten Obergeschoss gerade Fensterbekrönungen | 09228225 |
| Weitere Bilder                          | Lessing-Drogerie; Wohnhaus mit Ladeneinbau | Pulsnitzer Straße 27 (Karte)                                            | Um 1850, im Kern älter | Baugeschichtlich und straßenbildprägend von Bedeutung, zweigeschossig, massiv, dominanter Dachhecht und drei Fledermausgaupen, Mittelrisalit mit Dreiecksgiebel, Putzgliederung, verkröpftes Gesims, Eckrustizierung | 09228224 |
|                                         | Wohnhaus in geschlossener Bebauung | Pulsnitzer Straße 32 (Karte)                                            | 18. Jahrhundert | Baugeschichtlich von Bedeutung, zweigeschossig, lange Hechtgaupe, Fledermausgaupen, Traufgesims, Tür erhalten | 09227651 |
|                                         | Wohnhaus mit späterem Laden in geschlossener Bebauung | Pulsnitzer Straße 34 (Karte)                                            | 18. Jahrhundert im Kern | Mit annähernd kompletter originaler Treppenhausstruktur und originaler Grundrissgestaltung, ohne gewerblichen Anbau, straßenbildprägend und baugeschichtlich von Bedeutung. Zweigeschossiger massiver Putzbau mit nachträglichem Ladeneinbau, drei Achsen im Obergeschoss, Hechtgaupe straßenseitig, bemerkenswerte Treppenhausstruktur aus der Zeit um 1910, originaler Fliesenfußboden mit Sternenmuster. Erdgeschoss: originale hölzerne Kellertür mit geätzten Glasscheiben und reicher Innensprossung, hölzerner Wandeinbau-Schrank, hölzerner Treppenaufgang ins Obergeschoss mit kunstvoll gedrechselten Doggen des Treppengeländers, originale hölzerne Innentüren mit Glasfenstern (zum Teil mit hölzernem floralen Dekor statt Sprossung), zum Teil mit Bleiverglasung, Wände mit hölzernem Rahmenwerk für Tapetenfelder. Holzbalkendecke im Flur des Obergeschosses mit Eule als Zierde des Balkenkopfes, originale rundbogige Treppenhausfenster mit Bleiverglasung, teilweise auch originale Ausstattung des Bades erhalten. | 08975875 |
|                                         | Wohnhaus in geschlossener Bebauung | Pulsnitzer Straße 36 (Karte)                                            | 18. Jahrhundert | Baugeschichtlich von Bedeutung, zweigeschossig, Hechtgaube | 09228017 |
|                                         | Wohnhaus mit Ladeneinbau in geschlossener Bebauung | Pulsnitzer Straße 40 (Karte)                                            | 18. Jahrhundert | Baugeschichtlich von Bedeutung, zweigeschossig, klassizistische Fassadengestaltung, Tür original | 09227656 |
|                                         | Wohnhaus in offener Bebauung, ehemaliges Altenheim | Pulsnitzer Straße 57 (Karte)                                            | 2. Hälfte 19. Jahrhundert | Baugeschichtlich und ortsgeschichtlich von Bedeutung, weitgehender authentischer Baukörper bzgl. Kubatur, Proportionen und innere Grundrissgestaltung, Mittelgang mit beidseitig gleichmäßig abzweigenden Zimmern, durchgängig original erhaltene Holztüren, großzügiges Treppenhaus, außen umlaufender Granitsockel, auf dem Grundstück noch restliche Granitpfeiler der ehemaligen Tuchrahmen (zum Teil stark verwittert) | 09299922 |
| Weitere Bilder                          | Roter Turm | Pulsnitzer Straße 58a (Karte)                                           | 16. Jahrhundert | Wehrturm, ehemals dem Pulsnitzer Tor vorgelagert, stadtgeschichtlich von Bedeutung, Segmentbogenportal, Rundbogenfenster, Putznutung | 09227650 |
|                                         | Wohnhaus in geschlossener Bebauung | Pulsnitzer Straße 68 (Karte)                                            | Um 1750 | Typischer kleinstädtischer Wohnbau mit Straßenbild gestaltender Funktion, baugeschichtlich und stadtentwicklungsgeschichtlich von Bedeutung, mit barocker Haustür mit Löwenkopf, zwei Geschosse, drei Achsen, Putzfassade, eines der unverfälscht erhaltenen Wohnhäuser | 09227648 |
|                                         | Wohnhaus in geschlossener Bebauung | Pulsnitzer Straße 70 (Karte)                                            | Mitte 19. Jahrhundert | Baugeschichtlich und stadtentwicklungsgeschichtlich von Bedeutung, zweigeschossig, Fledermausgaupen | 09227647 |
|                                         | Wohnhaus in geschlossener Bebauung | Pulsnitzer Straße 72 (Karte)                                            | Bezeichnet mit 1846 | Baugeschichtlich und stadtentwicklungsgeschichtlich von Bedeutung, zweigeschossig, Schleppgaube, Hechtgaube | 09227646 |
| Weitere Bilder                          | Kellingsches Vorwerk | Pulsnitzer Straße 94 (Karte)                                            | 18. Jahrhundert im Kern | Baugeschichtlich und ortsgeschichtlich von Bedeutung, aus vier Flügeln bestehendes Anwesen, ein- und zweigeschossige Putzbauten mit Sattel- und Walmdächern, an einem Gebäude Sandsteintafel mit Initialen erhalten (Vorwerksbesitzer 1901: Johann Friedrich Aron Kelling; damals andere Nummerierung: Pulsnitzer Straße 76) | 09300966 |
|                                         | Gartenhaus | Querstraße 5 (Karte)                                                    | 1830 | Klassizistisch, baugeschichtlich von Bedeutung, eingeschossig, Putznutung, dorische Säulen vor Eingang mit Dreiecksgiebel, Rundbogen mit Bemalung | 09227765 |
| Direkt Bild zu diesem Denkmal hochladen | Robert-Koch-Platz mit Kandelaber | Robert-Koch-Platz (Karte)                                               | Anfang 20. Jahrhundert | Schmuckplatz gegenüber vom Bahnhof Kamenz, im sogenannten gemischten Stil der Lenné-Meyerschen Schule, regelmäßige Gestaltungsform mit natürlichen Baumgruppen und einzelnen Bäumen, nahezu symmetrisches Wegesystem, im Zentrum dreiarmiger Kandelaber, garten- und stadtgeschichtliche Bedeutung | 09307304 |
|                                         | FIR-Denkmal | Robert-Koch-Platz (Poststraße) (Karte)                                  | 1984 | Gedenkstätte für die Opfer des Faschismus, mit Stelengruppe und Reliefwand; rückseitig mit Inschrift „Aus der Asche unserer Toten keimt die neue Saat“, Darstellung der ewigen Flamme mit Buchstaben FIR („Fédération Internationale des Résistants“ = antifaschistische Dachorganisation, zentrale internationale Vereinigung für alle Verfolgten des Naziregimes), künstlerisch und ortsgeschichtlich von Bedeutung. Figurenrelief verschiedene Darstellungen, von links nach rechts: KZ-Häftlinge, sowjetische Befreier, schwörende junge Männer, junge Familien mit Kindern, Jugendliche mit Fahne. FIR (Féderation Internationale des Resistants): internationaler Verband der Widerstandskämpfer mit Sitz in Genf. Symbol: roter Winkel/Dreieck, auf Spitze stehend, kennzeichnet politische Häftlinge in KZ´s, als gemeinsames Symbol zur Erinnerung an unterschiedliche Opfergruppen gewählt, häufig mit Buchstaben KZ, VVN, VdN, FIR gekennzeichnet. | 09300970 |
| Weitere Bilder                          | Bahnhof Kamenz; Empfangsgebäude | Robert-Koch-Platz 1 (Karte)                                             | Um 1880 | Zeittypisches Empfangsgebäude, wichtiger Verknotenpunkt des Personen- und Güterverkehrs der Bahnstrecken Lübbenau–Kamenz und Kamenz–Pirna sowie Strecke Kamenz–Bischofswerda, ehemaliger Inselbahnhof mit 18 Gleisen, baugeschichtlich und verkehrsgeschichtlich von Bedeutung. Empfangsgebäude: Bautyp Flügelbau-Mittelbau-Flügelbau (1865–1900), erbaut 1871 (andere Quellen nennen auch 1872), Gurtgesims, Kniestock, weiter Dachüberstand, Sandsteingewände | 09227733 |
|                                         | Doppelmietshaus in geschlossener Bebauung | Robert-Koch-Platz 2, 3 (Karte)                                          | Bezeichnet mit 1895 | Baugeschichtlich und stadtentwicklungsgeschichtlich von Bedeutung, dreigeschossig, Klinker, Sandsteinzierelemente, Erker, platzprägend durch reich gestaltete Fassade, Dachhäuschen mit Giebelbekrönungen | 09227727 |
|                                         | Mietshaus in geschlossener Bebauung | Robert-Koch-Platz 4 (Karte)                                             | Bezeichnet mit 1912 | Baugeschichtlich und stadtentwicklungsgeschichtlich von Bedeutung, dreigeschossig, Gurtgesimse, Fensterverdachungen im ersten Obergeschoss mit Konsolen, Zwerchdach mit angedeuteten Nischen | 09227815 |
|                                         | Mietshaus in halboffener Bebauung in Ecklage | Robert-Koch-Platz 5 (Karte)                                             | 1920er Jahre | Baugeschichtlich und stadtentwicklungsgeschichtlich von Bedeutung, zeittypische Bau- und Zierelemente, schlichte Lisenengliederung | 09227814 |
|                                         | Wohnhaus in geschlossener Bebauung und Ecklage | Rosa-Luxemburg-Straße 2 (Karte)                                         | Um 1910, im Kern älter | Zum Marktensemble gehörig, baugeschichtlich und städtebaulich von Bedeutung, dreigeschossig, Fledermausgaupe, moderne Ladeneinbauten im Erdgeschoss, abgeschrägte Ecke, zwei Figuren halten ein Wappen | 09227573 |
|                                         | Wohnhaus in geschlossener Bebauung | Rosa-Luxemburg-Straße 3 (Karte)                                         | Um 1870/1880 | Baugeschichtlich und städtebaulich von Bedeutung, zweigeschossig, Schleppgaube über die gesamte Traufseite des Daches, Ladeneinbau original, auffallende Symmetrie der Fassade | 09227584 |
|                                         | Wohnhaus mit Ladeneinbau in geschlossener Bebauung | Rosa-Luxemburg-Straße 4 (Karte)                                         | Um 1880 | Baugeschichtlich von Bedeutung, dreigeschossig, moderner Ladeneinbau | 09227582 |
|                                         | Wohn- und Geschäftshaus in geschlossener Bebauung und Ecklage | Rosa-Luxemburg-Straße 6 (Karte)                                         | Um 1850/1860 | Repräsentativer Baukörper mit aufwändiger, klassizistischer Fassadengestaltung, straßenbildprägend von Bedeutung, Fassade mit kannelierten Pilastern, Putzflächen zur Gliederung, Mansarddach, abgeschrägte Ecke, betont durch rundbogige Fenster im Erdgeschoss | 09227606 |
|                                         | Wohnhaus in halboffener Bebauung | Rosengäßchen 11 (Karte)                                                 | 1. Hälfte 19. Jahrhundert | Baugeschichtlich von Bedeutung, Obergeschoss Fachwerk, verputzt | 09227803 |
| Weitere Bilder                          | Springbrunnen | Schillerpromenade (Karte)                                               | 1888 | Künstlerisch von Bedeutung, rundes Brunnenbecken, Granit, wulstiger Rand, mit mittiger Fontäne, Sockelring | 09300967 |
|                                         | Wohnhaus in geschlossener Bebauung und Ecklage | Schloßgäßchen 1 (Karte)                                                 | 1860er Jahre | Wichtiger Blickpunkt in der Flucht des Schloßgäßchen, baugeschichtlich von Bedeutung, zweigeschossig, Rundbogenfenster im Erdgeschoss, Laden im Erdgeschoss original | 09227672 |
| Weitere Bilder                          | Schulgebäude in offener Bebauung | Schulplatz 1 (Karte)                                                    | 1844 | Vierflügeliger Bau um einen Innenhof, repräsentativer, für das Ortsbild wichtiger Baukörper, baugeschichtlich und ortsgeschichtlich von Bedeutung, Erdgeschoss mit Putzquaderung, verzierte Sandsteingewände, Gurtgesims, seitliche Risalite, Hauptfront mit Mittelgiebel und zwei Eingängen „Lerne Weisheit“ – „Übe Tugend“ | 09227659 |
|                                         | Wohnhaus in geschlossener Bebauung | Schulplatz 2 (Karte)                                                    | Um 1890 | Baugeschichtlich und städtebaulich von Bedeutung, zwei Seitenrisalite, aufwändige Fassadengestaltung | 09227691 |
| Weitere Bilder                          | Bankgebäude in geschlossener Bebauung und Ecklage | Schulplatz 3 (Karte)                                                    | 1920er Jahre | Stattlicher repräsentativer Bau mit abgerundeter Ecke, baugeschichtlicher Wert und städtebauliche Bedeutung, Erdgeschoss mit Putznutung, Zahnschnittfries, aufwändige Rahmung von Fenster- und Türöffnungen, Flammenvasenaufsatz | 09227692 |
| Weitere Bilder                          | Klosterkirche St. Anna, Annenkirche; ehemalige Franziskanerklosterkirche, später Pfarrkirche sowie Kriegerdenkmal für die Gefallenen des Ersten Weltkrieges | Schulplatz 4 (Karte)                                                    | 1493 (Klosterkirche); nach 1918 (Kriegerdenkmal 1. Weltkrieg)                                                                                          | Baugeschichtlich und ortsgeschichtlich von Bedeutung, verputzter Bruchsteinbau mit langgestrecktem Chor, dieser mit 3/8 Schluss, steiles Satteldach, monumentales Kriegerdenkmal aus Sandstein | 09227737 |
| Weitere Bilder                          | Katholische Pfarrkirche St. Maria Magdalena | Talstraße (Karte)                                                       | 14. Jahrhundert im Kern; nach 1842 | Gotischer Putzbau, baugeschichtlich und ortsgeschichtlich von Bedeutung. Langgestreckte kleine Saalkirche mit halbrunder Apsis. Eine Kapelle bereits für das 13. Jahrhundert bezeugt. Nach Brand von 1842 bis 1851 wieder aufgebaut. Strebepfeiler, Spitzbogenfenster und Turm aus dieser Zeit. Putzbau mit im Osten abgewalmtem Satteldach und rechteckigem gedrungenem Turm. Dieser mit geschwungener Haube und Laterne. Das Innere von einer Holztonne überspannt. An der Westwand Orgelempore. Altar, neu, mit Kruzifix aus dem 18. Jahrhundert. Von den beiden seitlich aufgestellten gefassten Schnitzfiguren die Maria Magdalena, 1. Hälfte 18. Jahrhundert von beachtenswerter Qualität. An der Westwand das Wappen der Äbtissin des Klosters Marienstern Benedicta Goehler, 1851. | 09227684 |
|                                         | Katholische Pfarrei St. Maria Magdalena | Talstraße 14 (Karte)                                                    | 1868 | Schlichter klassizistischer Bau, ortsgeschichtlich von Bedeutung, zweigeschossig, Mittelrisalit, Lisenengliederung | 09227683 |
| Weitere Bilder                          | Ehemaliges Hospital mit Einfriedungsmauer | Talstraße 18 (Karte)                                                    | 2. Hälfte 19. Jahrhundert | Zweigeschossiger massiver Baukörper, ortsgeschichtlich von Bedeutung, siehe auch Talstraße, ehemals zur Kirche gehörend als Gesamtkomplex, heute Kindergarten der katholischen Kirche, ehemals falsch erfasst unter Bernhardweg 6 | 09300917 |
|                                         | Wohnhaus in offener Bebauung | Talstraße 23 (Karte)                                                    | Nach 1842 | Typisch für die Bebauung der Talstraße (s. a. Nummer 15 und 21), baugeschichtlich von Bedeutung, zweigeschossig, Obergeschoss Fachwerk, verputzt, Krüppelwalmdach, straßenbildprägend | 09227825 |
|                                         | Wohnhaus in geschlossener Bebauung | Theaterstraße 10 (Karte)                                                | 18. Jahrhundert | Baugeschichtlich von Bedeutung, Fledermausgaupen | 09227690 |
|                                         | Ehemaliges Stadttheater | Theaterstraße 11 (Karte)                                                | 1833 | Ortsgeschichtlich von Bedeutung, breitgelagerter Baukörper mit drei segmentbogigen Türöffnungen, Walmdach, Hechtgaupe, Obergeschoss mit Segmentbogenfenstern | 09227689 |
| Direkt Bild zu diesem Denkmal hochladen | Ufermauern | Uferstraße (Karte)                                                      | 2. Hälfte 19. Jahrhundert | Westliche Einfassung der Schwarzen Elster und nördliche Einfassung des Langen Wassers, Natursteinmauern von ortsbildprägendem Wert und mit authentischem Erscheinungsbild | 09305915 |
|                                         | Einbogige Granitbrücke über das Lange Wasser (Steindeckerbrücke) | Uferstraße 2 (Karte)                                                    | 1765 | Bildete mit Schlossmühle (Großer Mühle) ein ortsbildprägendes Ensemble, von ortsgeschichtlicher Bedeutung. Rundbogen, Bruchsteinmauerwerk, obere Abdeckung (seitliche Rahmung des darüberliegenden Weges) durch lange Granitsteine. Teilweise noch alte Granitpfosten der ehemaligen Geländerbefestigung erhalten. Brücke ist saniert. | 09227829 |
|                                         | Zweibogige Steindeckerbrücke über die Schwarze Elster | Uferstraße 2 (gegenüber) (Karte)                                        | 2. Hälfte 18. Jahrhundert | Verkehrsgeschichtlich von Bedeutung. Vermutlich zeitgleich mit der Brücke über das Lange Wasser (1765), Bruchsteinmauerwerk, Sanierung 1997/98 vorgesehen. | 09226249 |
| Weitere Bilder                          | Wohnhaus in offener Bebauung | Uferstraße 9 (Karte)                                                    | 18. Jahrhundert | Typisch für die Bebauung des Bereichs Uferweg, baugeschichtlich von Bedeutung, Holztürstock, Obergeschoss Fachwerk, Frackdach | 09227827 |
|                                         | Wohnhaus in offener Bebauung | Uferstraße 10 (Karte)                                                   | 1. Hälfte 19. Jahrhundert | Baugeschichtlich von Bedeutung, Obergeschoss Fachwerk, verbrettert, Segmentbogenportal mit Schlussstein, Fachwerk im vorderen Teil des Erdgeschosses verputzt | 09227828 |
| Weitere Bilder                          | Wohnhaus in offener Bebauung | Uferstraße 11 (Karte)                                                   | 18. Jahrhundert | Baugeschichtlich von Bedeutung, Obergeschoss Fachwerk, verändert | 09227826 |
|                                         | Wohnhaus in geschlossener Bebauung mit angebauter Remise | Wallstraße 1 (Karte)                                                    | 18. Jahrhundert | Städtebaulich und baugeschichtlich von Bedeutung, zweigeschossig, Hechtgaube | 09227669 |
|                                         | Wohnhaus in geschlossener Bebauung mit Werbeschriftzug | Weststraße 11 (Karte)                                                   | Um 1850 | Baugeschichtlich von Bedeutung, zweigeschossig, Fledermausgaupe, unverändert erhalten, Erdgeschoss Fensterläden, Inschrift „Friedrich Grimm, Böttchermeister“ | 09227693 |
|                                         | Wohnhaus in geschlossener Bebauung | Weststraße 17 (Karte)                                                   | Um 1850 | Unverändert in seiner Struktur, baugeschichtlich von Bedeutung, zweigeschossig, Korbbogenportal | 09227694 |
| Weitere Bilder                          | Wohnhaus mit Ladeneinbau in geschlossener Bebauung | Weststraße 20 (Karte)                                                   | 2. Hälfte 19. Jahrhundert | Liegt am Ende einer Reihe gleichartiger Häuser, baugeschichtlich von Bedeutung, zweigeschossig, Segmentbogenportal, Laden mit originaler Front, Putzquaderung an den Ecken, Fledermausgaupen | 09227658 |
|                                         | Steinkreuz (mit Armbrust) | Wiesaer Kirchweg (Flurstück 1367/1) (Karte)                             | Spätmittelalter | Ortsgeschichtlich von Bedeutung | 09227822 |
|                                         | Wassertrog (Granit) | Wiesaer Kirchweg (Flurstück 1357) (Karte)                               | Um 1900 | Sozialgeschichtlich von Bedeutung | 09227180 |
|                                         | Wohnhaus in offener Bebauung | Wiesenstraße 1 (Karte)                                                  | Anfang 19. Jahrhundert | Baugeschichtlich von Bedeutung, zweigeschossig, lange Hechtgaupe, Winterfenster | 09227773 |
|                                         | Arbeiterhaus | Zur Mauerschleuse 2 (Karte)                                             | Ende 19. Jahrhundert | Sozialgeschichtlich von Bedeutung, eingeschossig, Kniestock verbrettert, Dachhäuschen, mit Dachhecht | 09227796 |
|                                         | Arbeiterhaus | Zur Mauerschleuse 4 (Karte)                                             | Ende 19. Jahrhundert | Sozialgeschichtlich von Bedeutung, eingeschossig, Kniestock verbrettert, Dachhäuschen | 09227797 |
|                                         | Arbeiterhaus | Zur Mauerschleuse 6 (Karte)                                             | Ende 19. Jh. | Sozialgeschichtlich von Bedeutung, eingeschossig, Kniestock verbrettert, Dachhäuschen, mit Dachhecht | 09227795 |
|                                         | Arbeiterhaus | Zur Mauerschleuse 8 (Karte)                                             | Ende 19. Jahrhundert | Sozialgeschichtlich von Bedeutung, eingeschossig, Kniestock verbrettert, Dachhäuschen, mit Dachhecht | 09227794 |
|                                         | Arbeiterhaus | Zur Mauerschleuse 10 (Karte)                                            | Ende 19. Jahrhundert | Sozialgeschichtlich von Bedeutung, eingeschossig, Kniestock verbrettert, Dachhäuschen | 09227793 |
| Weitere Bilder                          | Arbeiterhaus | Zur Mauerschleuse 12 (Karte)                                            | Ende 19. Jahrhundert | Sozialgeschichtlich von Bedeutung, eingeschossig, Kniestock verbrettert, Dachhäuschen | 09227792 |
| Weitere Bilder                          | Arbeiterhaus | Zur Mauerschleuse 14 (Karte)                                            | Ende 19. Jahrhundert | Sozialgeschichtlich von Bedeutung, eingeschossig, Kniestock verbrettert, Dachhäuschen | 09227791 |
|                                         | Wohnhaus in geschlossener Bebauung und Ecklage | Zur Schule 1 (Karte)                                                    | Um 1900, im Kern älter | Baugeschichtlich und städtebaulich von Bedeutung, stattlicher zweigeschossiger Putzbau mit lisenenartiger Putzgliederung, Fenstergitter im Erdgeschoss um 1900, Mansarddach, Dachhäuschen, bis 2010 irrtümlich unter Theaterstraße 1 in der Denkmalliste | 09227613 |
| Weitere Bilder                          | Pichschuppen; ehemaliger Basteiturm | Zwingerstraße (Karte)                                                   | 16. Jahrhundert | Baugeschichtlich und stadtgeschichtlich von Bedeutung, als einer der zwölf Basteitürme der Kamenzer Stadtmauer um 1600 erbaut, erhielt 1827 die Bezeichnung „Pichschuppen“, da ihn die Braukommune zum Auspichen der Bierfässer nutzte | 09227653 |
|                                         | Wohnhaus in geschlossener Bebauung | Zwingerstraße 2 (Karte)                                                 | Um 1860/1870 | Baugeschichtlich von Bedeutung, dreigeschossig, Erdgeschoss mit Putzquaderung, erstes Obergeschoss Fensterverdachungen, reich verziertes Traufgesims, Fledermausgaupen | 09227598 |
|                                         | „Deutsches Haus“ (Hotelgebäude in geschlossener Bebauung) | Zwingerstraße 4 (Karte)                                                 | 1870er Jahre | Repräsentativer Bau mit Blick zum Markt, baugeschichtlich von Bedeutung, dreigeschossig, mit aufwändigem Sandsteinportal, Fassade repräsentativ durch jeweils gekoppelte Fenster, Erdgeschoss Bleiverglasung, Putzquaderung | 09227597 |
|                                         | Wohnhaus in geschlossener Bebauung | Zwingerstraße 6 (Karte)                                                 | Um 1860/1870 | Straßenbildprägend und baugeschichtlich von Bedeutung, zweigeschossig, Eingangsbereich durch Mittelrisalit betont, Hechtgaupe, Innen Fensterbögen | 09227596 |
|                                         | Wohnhaus in geschlossener Bebauung | Zwingerstraße 8 (Karte)                                                 | Um 1860 | In seinen Proportionen typisch für den Straßenzug, baugeschichtlich von Bedeutung, zweigeschossig, klassizistische Fassadengestaltung, Obergeschoss gegliedert durch Pilaster zwischen den Fenstern und Putzfelder unter und über den Fenstern, Ladeneinbau im Erdgeschoss modern | 09227595 |
| Weitere Bilder                          | Malzdarre | Zwingerstraße 9 (Karte)                                                 | 16. Jahrhundert | Heute Magazin und Ausstellungsräume für die stadtgeschichtlichen Sammlungen, mit gläserner Brücke mit Museum verbunden, stadtgeschichtlich von Bedeutung, Objekt wurde bisher irrtümlich unter Zwingerstraße 7a in der Denkmalliste geführt, laut ALK-Daten Nummer 9 | 09227654 |
| Weitere Bilder                          | Ehemalige Posthalterei in geschlossener Bebauung und Ecklage | Zwingerstraße 20 (Karte)                                                | Bezeichnet mit 1545 | Mit Sitznischenportal, baugeschichtlich und ortsgeschichtlich von Bedeutung, profiliertes Gurtgesims, drei Dachhäuschen, Ladeneinbau neu, Relief über der Ladeneingangstür, Baukörper mit langer Flucht an Pulsnitzer Straße | 09227688 |

## Streichungen von der Denkmalliste
| Bild                                    | Bezeichnung                                                                                         | Lage                                            | Datierung                                                       | Beschreibung | ID       |
| --------------------------------------- | --------------------------------------------------------------------------------------------------- | ----------------------------------------------- | --------------------------------------------------------------- | --- | -------- |
|                                         | Gedenkstein für Wilhelm Weisse und zwei Gesangsfest-Gedenksteine (Einzeldenkmal zu ID-Nr. 09227780) | Am Hutberg (Karte)                              | 1892, 1934 (Gesangsfest-Gedenkstein); 1916 (Weisse-Gedenkstein) | Einzeldenkmale der Sachgesamtheit Hutberg; Wilhelm Weisse war Gärtner und Baumschulbesitzer und Begründer des Rhododendronparks auf dem Hutberg (siehe auch Sachgesamtheitsdokument Obj. 09227780); ortsgeschichtlich von Bedeutung. Gesangsfest-Gedenksteine: - „Zur Erinnerung an das Oberlausitzer Bundesgesangsfest am 17. und 18. Juli 1892“ - „Zum Gedenken an das 1. Kreisgesangsfest des Sängerkreises ... Gau Sachsen ... 26./27. Mai 1934 in Kamenz“ Zwischen 2017 und 2024 als separates Einzeldenkmal gestrichen und in Einzeldenkmal 09300864 integriert. | 09301041 |
|                                         | Gedenkstein für König Albert (Einzeldenkmal zu ID-Nr. 09227780)                                     | Am Hutberg (südlich der Freilichtbühne) (Karte) | 1896                                                            | Einzeldenkmal der Sachgesamtheit Hutberg; Ortsgeschichtlich von Bedeutung Gedenkstein für König Albert von Sachsen (Regierungszeit 1873–1902) aus grauem Granit im Grünbereich. Inschrift: „18. Jan. 1871–1896 (zum 25. Jahrestag der Proklamation des deutschen Reiches)“. Zwischen 2017 und 2024 als separates Einzeldenkmal gestrichen und in Einzeldenkmal 09300864 integriert. | 09301048 |
|                                         | Wohnhaus in offener Bebauung                                                                        | Am Schloßberg 9 (Karte)                         | 18. Jahrhundert                                                 | Baugeschichtlich und straßenbildprägend von Bedeutung, zweigeschossig, in Hanglage. Zwischen 2017 und 2024 aus der Denkmalliste gestrichen. | 09227804 |
| Direkt Bild zu diesem Denkmal hochladen | Brücke mit Granitpfosten                                                                            | Bautzner Straße (Karte)                         |                                                                 | Technikgeschichtlich von Bedeutung; nur noch Betonbrücke | 09227834 |
| Direkt Bild zu diesem Denkmal hochladen | Wohnhaus in geschlossener Bebauung                                                                  | Bönischplatz 3 (Karte)                          | Ende 19. Jahrhundert                                            | Zeugnis für ursprüngliche Bebauung des Platzes, platzbildprägend von Bedeutung; durch Neubau ersetzt | 09227746 |
|                                         | Wohnhaus in geschlossener Bebauung                                                                  | Grüne Straße 21 (Karte)                         | 1870er Jahre                                                    | Blickpunkt an der Kreuzung Bautzner Straße/Grüne Straße, baugeschichtlich von Bedeutung; zwischen 2011 und 2016 abgerissen. Zweigeschossig, Zwerchgiebel mit seitlichen Voluten, Erker. | 09227675 |
|                                         | Kohlehandel Berger (ehemalig); Speicher in Ecklage                                                  | Güterbahnhofstraße 1 (Karte)                    | 2. Hälfte 19. Jahrhundert                                       | Städtebauliche bau- und ortsgeschichtliche Bedeutung; nach 2014 von der Denkmalliste gestrichen | 09300265 |
| Direkt Bild zu diesem Denkmal hochladen | Wohnhaus                                                                                            | Güterbahnhofstraße 4 (Karte)                    | Mitte 19. Jahrhundert                                           | Dokumentiert ländliche Bebauung, baugeschichtlich von Bedeutung; vor 2008 abgerissen. Obergeschoss Fachwerk, Giebel massiv, langer Dachhecht. | 09227788 |
| Direkt Bild zu diesem Denkmal hochladen | Stadtscheune eines erhaltenen Scheunenkomplexes am Stadtrand                                        | Königsbrücker Straße 31 (Karte)                 | Nach 1842                                                       | Wirtschaftsgeschichtlich und städtebaulich von Bedeutung; vor 2008 abgerissen | 09228016 |
| Direkt Bild zu diesem Denkmal hochladen | Landhaus Kuckucksburg (Wohnhaus mit integriertem Gartenhaus)                                        | Kuckucksburg 1 (Karte)                          | 1742                                                            | Sogenanntes Landhaus Kuckucksburg, ortsgeschichtlich von Bedeutung; nach 2014 von der Denkmalliste gestrichen | 09301207 |
|                                         | Wohnhaus mit Ladeneinbau in geschlossener Bebauung                                                  | Kurze Straße 5 (Karte)                          | 1860er Jahre                                                    | Baugeschichtlich von Bedeutung, zweigeschossig, Hechtgaube, Ladeneinbau original, Korbbogenportal mit originaler Tür, profiliertes Ortgesims. Zwischen 2017 und 2024 aus der Denkmalliste gestrichen. | 09227600 |
| Direkt Bild zu diesem Denkmal hochladen | Wohnhaus mit Ladeneinbau in geschlossener Bebauung                                                  | Pulsnitzer Straße 44 (Karte)                    | 1. Hälfte 19. Jahrhundert                                       | Baugeschichtlich von Bedeutung; abgerissen und durch Neubau ersetzt. Zweigeschossig, Schleppgaupe, Dachhecht, Ladeneinbau erhalten. | 09227708 |
| Direkt Bild zu diesem Denkmal hochladen | Wohnhaus über rechtwinkligem Grundriss                                                              | Pulsnitzer Straße 49 (Karte)                    | Um 1800                                                         | Prägnante Lage, bildprägender Bestandteil des Straßenzuges und Relikt der historischen Ortsbebauung, baugeschichtlich von Bedeutung und singulärer Wert; nach 2014 von der Denkmalliste gestrichen | 09227645 |
|                                         | Wohnhaus in offener Bebauung                                                                        | Talstraße 15 (Karte)                            |                                                                 | Typisch für Bebauung der Talstraße (s. a. Nr. 21, 23), städtebaulich von Bedeutung; nach 2014 von der Denkmalliste gestrichen | 09227776 |
| Direkt Bild zu diesem Denkmal hochladen | Wohnhaus in offener Bebauung mit Einfriedung                                                        | Wiesenstraße 10 (Karte)                         | 1. Hälfte 19. Jahrhundert                                       | Baugeschichtlich von Bedeutung; nach 2014 von der Denkmalliste gestrichen | 09227774 |
| Direkt Bild zu diesem Denkmal hochladen | Barockes Portal mit Tür aus dem 19. Jahrhundert                                                     | Zwingerstraße 3, 5 (Karte)                      | 19. Jahrhundert                                                 | Baugeschichtlich von Bedeutung; nach 2014 von der Denkmalliste gestrichen | 09227609 |

## Tabellenlegende
- Bild: Bild des Kulturdenkmals, ggf. zusätzlich mit einem Link zu weiteren Fotos des Kulturdenkmals im Medienarchiv Wikimedia Commons. Wenn man auf das Kamerasymbol klickt, können Fotos zu Kulturdenkmalen aus dieser Liste hochgeladen werden:
- Bezeichnung: Denkmalgeschützte Objekte und ggf. Bauwerksname des Kulturdenkmals
- Lage: Straßenname und Hausnummer oder Flurstücknummer des Kulturdenkmals. Die Grundsortierung der Liste erfolgt nach dieser Adresse. Der Link (Karte) führt zu verschiedenen Kartendiensten mit der Position des Kulturdenkmals. Fehlt dieser Link, wurden die Koordinaten noch nicht eingetragen. Sind diese bekannt, können sie über ein Tool mit einer Kartenansicht einfach nachgetragen werden. In dieser Kartenansicht sind Kulturdenkmale ohne Koordinaten mit einem roten bzw. orangen Marker dargestellt und können durch Verschieben auf die richtige Position in der Karte mit Koordinaten versehen werden. Kulturdenkmale ohne Bild sind an einem blauen bzw. roten Marker erkennbar.
- Datierung: Baubeginn, Fertigstellung, Datum der Erstnennung oder grobe zeitliche Einordnung entsprechend des Eintrags in der sächsischen Denkmaldatenbank
- Beschreibung: Kurzcharakteristik des Kulturdenkmals entsprechend des Eintrags in der sächsischen Denkmaldatenbank, ggf. ergänzt durch die dort nur selten veröffentlichten Erfassungstexte oder zusätzliche Informationen
- ID: Vom Landesamt für Denkmalpflege Sachsen vergebene, das Kulturdenkmal eindeutig identifizierende Objekt-Nummer. Der Link führt zum PDF-Denkmaldokument des Landesamtes für Denkmalpflege Sachsen. Bei ehemaligen Kulturdenkmalen können die Objektnummern unbekannt sein und deshalb fehlen bzw. die Links von aus der Datenbank entfernten Objektnummern ins Leere führen. Ein ggf. vorhandenes Icon  führt zu den Angaben des Kulturdenkmals bei Wikidata.

## Ausführliche Denkmaltexte
1. ↑  Beschreibung und Begründung des Gartendenkmals Krankenhausgarten Barmherzigkeitsstift (Ragnhild Kober-Carrière, 2014):

Die frühe Krankenhausanlage (1826) mit Vorgarten, ehemaligem begrüntem Hofbereich, Stiftsgarten (Nutzgarten mit Obstbäumen) und Stiftspark ist in ihrer Grundstruktur und -fläche erhalten. Im Laufe der langen Nutzung als Krankenhaus (bis 2000) erfolgten Veränderungen im Außenbereich. Die ursprüngliche Vorgartengestaltung wich 1894 einer für die Jahrhundertwende modernen Auffassung. Von ihr zeugen wahrscheinlich noch die vorhandenen Koniferen. Durch mehrfache Anbauten und Abbrüche von Gebäudeteilen des Krankenhauses ging der umschlossene, einst begrünte Hofraum, der insbesondere als geschützter Außenraum von Patienten genutzt werden konnte, ebenfalls verloren. Die nach Westen ansteigende Wiese ist erhalten, obgleich sie keinen alten Bestand von Obstbäumen mehr aufweist. Der axiale Weg, der sich vom Krankenhaus zum Mausoleum erstreckte, ist im Boden zu vermuten. Das ursprünglich im englischen Stil angelegte Birken-, Akazien- und Platanenwäldchen (1827 belegt) wurde nach 1900 neu bepflanzt. Dieser ehemalige Stiftspark bildet mit seinem Laubbestand (Eichen, Linden, Hainbuchen, Eschen, Bergahorn und Rosskastanie) die wesentliche vegetabile Substanz. Belegt ist eine Koniferenlieferung (1902) des Königl. Hoflieferanten Kunstgärtner Weiße in Kamenz, die er dem Krankenhaus schenkte. Es ist zu vermuten, dass unter seiner Mitwirkung die Veränderungen um 1900 erfolgten. Das im Stil eines griechischen Antentempels errichtete Bönisch-Mausoleum ist sowohl Gedächtnisort als auch Blickpunkt der Gartenanlage. Dieser frühe Krankenhausgarten, der für den Aufenthalt, die Genesung und Versorgung der Patienten bestimmt war, hat hohen Zeugniswert und sozialgeschichtliche Bedeutung. Er entspricht in seiner Grundaufteilung wie auch Kombination von Nutzgarten und Park dem Prinzip eines klassischen Villengartens. Gartengeschichtlich hat er in der bis heute ablesbaren Grundstruktur besondere Bedeutung.

 Barmherzigkeitsstift (laut Gurlitt, S. 219/220) 1824 von dem Arzt Bönisch begründet. 1828 erweitert, am Damm gelegenes Krankenhaus ist langgestrecktes rechteckiges Gebäude mit wenig vortretendem Mittelbau, dem alten Teil und je einem neueren Flügel (1828?). Den höheren Mittelbau gliedern vier ionische Pfeiler, die einen Flachgiebel tragen. Das Gesims mit Zahnschnitt. Fünfachsige Anbauten in der Mitte mit je drei Rundbogenfenstern, unten in der Mitte eine Tür mit Freitreppe. Schmaler Hausflur gut ausgebildet. Vier toskanische Säulen tragen ein Kreuzgewölbe als Vierung. Als Abschluss eine Lessingbüste, nach einem Modell von Christian Friedrich Krull (1748–87) in Braunschweig: darüber vor dem kreisrunden Treppenfenster mit goldenem Eichenkranz eine Uhr in einer Lyra, die einen Adler trägt. Im Flur links altarartiges Denkmal von 1613. Von den Innenräumen nur Kirchsaal (Kapelle) erwähnenswert als rechteckiger dreifenstriger Raum in der Achse des Obergeschosses mit hoher Kehle. An Wänden aufgemalte Pfeiler korinthischer Ordnung. Altar in der Kapelle (Holz, 1,40 m hoch, 1,37 m breit, früher bunt bemalt, jetzt weiß gestrichen), seitlich Komposit-Säulen, über dem sich gerades Gesims verkröpft. Bekrönende Strahlensonne vermutlich nicht alt. Zwischen Säulen ovale Öffnung, jetzt ohne Bild, um 1600, angeblich aus der Hauptkirche stammend. In der Kapelle folgende Bilder: Bildnisse der Kinder des Pastor primarius Johann Gottfried Lessing, Bildnis des Gotthold Ephraim Lessing, Maria mit dem Kinde. Büste König Friedrich Augusts. Denkmal des Johann Gottfried Boenisch Mausoleum (lt. Gurlitt S. 220) etwa 330 cm im Geviert messende Gruft. Architrav, Hauptgesims und der schlichte Giebel aus Granit. Konsolen des Gesimses aus Backstein. Vordere Öffnung mit zwei Säulen aus Granit. Auf dem Fries ein Brett (bezeichnet: „Dem Entschlafenen“). Innen ohne Gewölbe. Eine gusseiserne Platte mit Rosetten in den Ecken (bezeichnet „Dem von Gott gesegneten Begründer dieser Anstalt Herrn Doctor und Ritter d.K.S.Civ.Ver.Ordens Johann Gottfried Boenisch. Ihm ward die Palme gereicht den 25. Juli 1831 in seinem 54. Lebensjahre“). In den Seitenwänden je ein Halbkreisfenster. Von Bönisch selbst im Juni 1831 gegenüber dem Stadtrat Wunsch zur Beerdigung im Stiftspark, um „auch im Tode gleichsam der Anstalt und ihren Kranken nahe bleiben zu dürfen“. Bitte wurde entsprochen, 28. Juli 1831 unter großer Anteilnahme Beisetzung Bönischs auf Stiftsgelände. Genauer Zeitpunkt der Errichtung des Mausoleums unbekannt.

 1821 erste Bemühungen Bönischs um Bau eines Krankenhauses für Arme, keine Unterstützung durch die Stadt. 1823 Spendenaufruf Bönischs in allen bedeutenden deutschen Zeitungen, bis Ende 1824 waren ungefähr 6000 Thaler zusammengekommen. 1824 Kauf des Grundstücks am Dammteich und Grundsteinlegung (10. September), Maurer- und Zimmererarbeiten wurden von den Kamenzer Handwerkern Mörbitz und Technritz ausgeführt, 1826 feierliche Einweihung und Eröffnung des Krankenhauses (3. Januar) mit zunächst 15 Krankenbetten, erste Beratung der Stiftsverwaltungsdeputation. 1826–1830 Erweiterung des Krankenhauses durch Anbau von Seitenflügeln. 1834 Anbau von Korridoren, Badestube, Leichenkammer und Waschküche. Bis 1860 weitere Anbauten (u. a. Bäder und Zimmer für Geisteskranke). 1870 Trockenlegung des Teiches vor dem Krankenhaus in Folge des Baues der Eisenbahnstrecke Radeberg-Kamenz. 1904 Einrichtung eines OP-Saales. 1910 Erweiterungsbau an der Nordseite des Krankenhauses. Ernennung zum Kreiskrankenhaus; Anbau eines Poliklinikflügels. 1975 Neubau des klinischen Zentrallaboratoriums auf dem Krankenhausgelände. 1980 Errichtung einer Poliklinik auf dem Stiftsgelände. 2000 Umzug in das neue Krankenhaus, seitdem steht Barmherzigkeitsstift leer.
2. ↑  Beschreibung und Begründung des Gartendenkmals (Ragnhild Kober-Carrière, 2014):

 Der zentrale Bereich des Waldparks ist mit dem Lessingturm (1864), dem Hutberghotel (1895) und dem sogenannten „Alpenbeet“ (1893 von Wilhelm Weiße angelegt) als Anfang der Hutberg-Anlagen zu sehen. Die weitere Gestaltung des Hutberges in Kamenz erfolgte im Zuge der allgemeinen, um 1900 üblichen und modernen Auffassung der Verschönerung von stadtnahen Ausflugsorten. Sie sind auf die Initiativen von Verschönerungsvereinen und führenden Persönlichkeiten der Städte zurückzuführen. In Kamenz ist das Areal des Hutberges durch das Engagement der Stadträte von Kamenz unter Leitung der Bürgermeister Feig (1886–1914 Bürgermeister), Stadtrat Voigt (1914–1918 stellvertretender Bürgermeister), Dittrich (1918–1925 Bürgermeister) und Gebauer (1925–1943 Bürgermeister) in städtischen Besitz gelangt. Der Oberstadtgartenmeister Ernst Hilscher hat ab 1925 die Parkanlage im nordöstlichen Bereich ergänzt. Im Osten wird später ein Baumschulgelände in die Parkanlage einbezogen. Der Waldpark hat sich im Zeitraum von 75 Jahren zu der bedeutendsten örtlichen Parkanlage entwickelt. Das besondere Mitwirken des Kamenzer Kunst- und Handelsgärtners Wilhelm Weiße, der sowohl gestalterisch als auch botanisch durch seine umfangreichen Versuchsanpflanzungen zur Entwicklung des Waldparks wesentlich beigetragen hat, hebt ihn von anderen Waldparkanlagen ab. Weiße hat auf dem Hutberg neben unterschiedlichen Laubgehölzen ausländische Azaleen, Rhododendren und Koniferen sowie eigene Züchtungen angepflanzt und akklimatisiert. Diese besonderen Gehölzanpflanzungen haben pflanzenkulturhistorische Bedeutung. Der sogenannte blaue Wald, ein noch in Teilen vorhandener Bestand von 100-jährigen Blaufichten, hat für Deutschland Seltenheitswert. Die Hutberganlage weist zudem mit ihrem Wegesystem, den individuellen Plätzen (Alpenrosenplatz, Eibenplatz, Lärchenplatz, Sängerplatz, Ulmenplatz) sowie den interessanten Gehölzkombinationen, Alleen und Sichtachsen eine besondere gartenkünstlerische Qualität auf und hat damit landschaftsgestaltende Bedeutung.
3. ↑  Beschreibung und Begründung des Gartendenkmals Beethovenstraße 1 (Ragnhild Kober-Carrière, 2014):

 Der mit der Entstehung der Villa angelegte Garten ist weitestgehend erhalten, Wegeführungen sind im Boden zu vermuten. Wesentlich wird das Grundstück von dem Gehölzbestand (Linde am Tor, Flieder und Haselnuss im Vorgarten, Buche, Rotdorn, Süßkirsche, Eibe, Fichte und Rhododendron im Garten) geprägt. Der von einer Hecke eingewachsene Zaun hat ein diagonales Welldrahtgeflecht und einen roten Klinkersockel. Drei Granitpfeiler stehen an Tor und Pforte (Metallkonstruktion). An den drei Grundstücksgrenzen zu den Nachbarn befinden sich gelbe Klinkermauern mit roten Klinkerzierstreifen. Ein Metallgitter grenzt den Garten von der Zufahrt zur Remise ab. Eine etwas erhöht liegende Terrasse wird aus dem Garten über zwei Treppen mit Granitstufen und Sandsteinwangen erschlossen. Eine Treppe mit sechs Granitstufen und Metallgeländer führt von dieser zur Veranda. Villa, Remise, Einfriedung und Garten bilden auf dem kleinen Grundstück eine Einheit und haben baugeschichtliche und gartengeschichtliche Bedeutung. Die das Haus rahmende Wirkung der Gehölze ist von besonderem gestalterischem Wert.
4. ↑  Dehio – Handbuch der deutschen Kunstdenkmäler / Sachsen Band 1:

 Evangelische Begräbniskirche St. Just (Königsbrücker Straße). Saalkirche mit eingezogenem polygonalem Chor. Die Ersterwähnung 1377 bezieht sich offenbar auf Veränderungen am schon vorhandenen Bau. 1542 Brand, danach Erneuerung. Im 17. Jahrhundert Emporeneinbauten, Dachreiter 19. Jahrhundert. Restaurierung 1911. Putzbau mit umlaufendem Hauptgesims und Strebepfeilern am Chor. Satteldach, im Osten abgewalmt. Der Westgiebel ist steiler als das heutige Dach. An den Langhausseiten je zwei Spitzbogenfenster mit Maßwerk. Von den fünf Chorfenstern sind die beiden westlichen seit dem 14. Jahrhundert zugesetzt. Das Hauptportal an der Nordseite im Spitzbogen geschlossen, stark profiliert mit Rundstäben und Kehlen. Der flachgedeckte Saal im Innern mit umlaufender hölzerner Empore. Saal und Chor durch Triumphbogen getrennt, an dessen Bogenkämpfern spätromanisch wirkende Profilierung. Chor mit Kreuzrippengewölben und einer vollständigen Ausmalung in Fresko-Seccomalerei, um 1380 (Freilegung 1935–37). Bedeutendes Zeugnis böhmischen Einflusses auf die Lausitz (Vergleiche die ausgemalten Chorgewölbe der Stadtkirche in Herzberg/Elster, Brandenburg). Am Triumphbogen Christus und die klugen und törichten Jungfrauen, auf den Gewölbekappen Engel. An der Nordwand in Registern Szenen aus dem Marienleben, an der Südwand Passion Christi. Zwischen den Szenen perspektivische Architekturmalerei in der Art der zeitgleichen böhmischen Malerei. Auf den Wandflächen der zugesetzten Fenster Heiligendarstellungen. Marienaltar, um 1500 (bis 1770 in der Annenkirche), wohl vom Meister des Marienaltars der Kamenzer Marienkirche. Im Mittelschrein des prächtigen Schnitzaltars Marienkrönung vor einer Empore, auf welcher Engel musizieren. Seitlich, als Halbfiguren, die vier Kirchenväter. Die Szene durch zartes Rankenwerk gefasst. In den Seitenflügeln Szenen aus dem Marienleben vor Goldgrund. Auf den Außenseiten Fortsetzung in gemalten Bildern. Über dem Schrein auf Postamenten Maria auf der Mondsichel und zwei weibliche Heilige, die linke die hl. Barbara. Kruzifix, 15. Jahrhundert, im Triumphbogen. Kleine Eule-Orgel, 1936.
5. ↑  Beschreibung und Begründung des Gartendenkmals Kirchhof St. Marien (Ragnhild Kober-Carrière, 2014):

 Der die St.-Marien-Kirche umgebende Kirchhof steht ursächlich mit der Kirche in Verbindung und ist in seiner Grundfläche erhalten. Die Lage der Kirche am Südostrand der Stadt bedingte eine wehrhafte Anlage des Kirchhofs. Die hier vorgelagerte Katechismuskirche hat die Funktion einer Wehrkirche. Stadtseitig, von Norden, wird der Kirchhof von einer dreiteiligen Renaissancetoranlage (Rundbogenöffnungen, Gesims mit Inschrift Jes. 2, 3, drei aufgesetzte Giebel sowie schmiedeeiserne Tor- und Türflügel grau gefasst) erschlossen. Zwei weitere schmiedeeiserne Pforten befinden sich an der hohen Nordwestmauer. Diese Mauer weist auf der Innenseite Nischen auf, in denen wertvolle Grabsteine stehen. Im Osten und Süden begrenzen Stützmauern mit aufgesetzten Brüstungsmauern aus verputztem Bruchsteinmauerwerk den Kirchhof. Eine langgestreckte Treppenanlage am Osthang (alter, bereits im Mittelalter bestehender Wiesaer Kirchweg) führt zu einer Pforte in der Kirchhofmauer (zwei Pfeiler aus Bruchsteinmauerwerk, Holzlattentür). An der Nordwestecke des Diakonats befindet sich eine weitere Pforte (Stabgitter), die in den Garten des Diakonats führt. An der Südecke des Kirchhofs liegt ein über zwei Treppen erreichbarer kleiner erhöhter Aussichtsplatz, der sogenannte „Lessingplatz“ mit Steintisch. Alte Robinien überschatten dieses kleine Plateau, von dem sich ein schöner Ausblick in die umgebende Landschaft bietet. In die Brüstungsmauer einer Aussichtsplattform an der Westmauer ist ein Stein mit der Inschrift: „1546 Ein feste Burg ist unser Gott 1946“ eingelassen. Hier stehen zwei Steinbänke. Die heutige Wegeführung ist 1912 nachweisbar. Zwei Linden rahmen eine Grabkapelle an der Südwestecke der Kirche. Der Kirchhof ist ursächlich mit der Hauptkirche und der Katechismuskirche sowie mit den Befestigungsanlagen der Stadt verbunden und bildet mit ihnen eine untrennbare Einheit in der seine geschichtliche und städtebauliche Bedeutung liegt. Als Begräbnisplatz hat er ortsgeschichtliche Bedeutung. Die beiden Aussichtsplätze und die an den Brüstungsmauern verlaufenden Wege sind als besondere Aussichtselemente herauszustellen.
6. ↑  Dehio – Handbuch der deutschen Kunstdenkmäler / Sachsen Band 1:

Evangelische Marienkirche (Lessinggäßchen). Am höchsten Punkt der Stadt errichtete Hallenkirche mit hervorragender Wirkung in der Stadtsilhouette und mit sehr reicher Ausstattung. Baugeschichte: Für das Jahr 1225 wird von einer den Aposteln Philippus und Jakobus geweihten Kirche berichtet, die aber nach Brand 1275 an anderer Stelle neu erbaut worden sein soll. 1396 Aufstellung eines Marienaltars, danach bezeichnet als „ecclesia parochialis beatae virginis“. 1887 aufgedeckte Fundamente weisen auf einen Vorgängerbau, dessen Langhaus beim Bau des heutigen Chores in den letzten Jahrzehnten des 14. Jahrhunderts noch existent war. Gleichzeitig mit dem Chor Erbauung der Sakristei, vielleicht auch des Turmes an der Nordwest-Ecke. 1429 während der Hussitenkriege Zerstörungen, danach Weiterbau nach veränderter Planung. Nach 1430 Bau der vierschiffigen Halle, nach 1450 Gewölbe im Chor und Langhaus, die Backsteingiebel um 1500. 1793 Erneuerung der Turmhaube. 1887 Restaurierung und Umgestaltung im Innern im Sinne „völliger Stileinheit“ durch Gotthilf Ludwig Möckel. 1908 Umbauten an den Emporen durch Woldemar Kandler. 1992 Beginn umfassender Restaurierung.

Beschreibung: Hallenkirche mit eingezogenem dreijochigem Chor, 5/8-Schluss. In der Nordwest-Ecke der massige Turm. An der Südseite zwischen Chor und Südschiff die Sakristei. An der Nordseite zwei Vorhallen. Der Chor aus regelmäßigen Granitquadern, das Langhaus aus Bruchsteinen, Sandsteingliederungen. Abgetreppte Strebepfeiler, nur der nördliche am Chorhaupt mit plastischem Schmuck und Fialtürmchen. Hohe Spitzbogenfenster mit reichem Maßwerk, in der Regel vierbahnig. Portale an der nördlichen Chorwand und an der nördlichen Langhausseite sowie an der Westseite. Diese mit reichen Profilierungen. Am Westportal verschränktes Stabwerk im Spitzbogenscheitel. Über dem Langhaus zwei parallele, aber ungleich hohe Satteldächer. Backsteingiebel mit stichbogigen Blendarkaden. An den Ostgiebel des südlichen Langhausdaches schließt das im Osten abgewalmte Dach über dem Chor an. Der Turm im Untergeschoss quadratisch, darüber zwei noch gotische achteckige Geschosse mit seitlichem Treppenturm und Zinnenkranz als Abschluss, darüber zwei weitere gedrungene Geschosse. Barocker Haubenabschluss mit Laterne.

Innen: Die drei Schiffe mit Chor in der Verlängerung des mittleren, etwas breiteren Schiffes erinnern an den ursprünglichen Plan. Durch das vierte, nördliche Schiff großzügige Raumerweiterung. Der Boden der Halle von West nach Ost erheblich ansteigend. Schlanke Achteckpfeiler tragen das ohne Kapitelle ansetzende Netzgewölbe. In Längsrichtung Scheidbögen, deren Profile sich aus den Pfeilern entwickeln. An der Westseite des Langhauses über reichem Sterngewölbe die Orgelempore (1479), deren Brüstungsmauer von 1890. An der Westseite des Nordschiffs Ratsempore über Sterngewölbe (um 1480) mit hölzernem Aufbau des 18. Jahrhunderts. Triumphbogen zum Chor mit Netzgewölben. An dessen Südwand Zelebrantensitze: Drei in die Wand eingelassene Sitznischen aus Granit, die Schmuckformen teils aus Sandstein. Über den Sitzen Arkadenbögen mit Maßwerk, an den Außenseiten in Kämpferhöhe je ein Kopf als Konsole. Darüber Ansätze für nicht mehr vorhandene Wimperge. Sakramentsnische mit seiner architektonischen Rahmung an eine Monstranz erinnernd. An der Südwand Sakristeitür, darüber auf Granitkonsolen hölzerne Empore. An der Nordwand drei profilierte Türbögen, die beiden östlichen vermauert.

 Mittelalterliche Ausstattung: Von den etwa 20 Altären aus vorreformatorischer Zeit haben sich in der Marienkirche zwei am Ort ihrer Erstaufstellung erhalten. Prachtvoller Marienaltar (Hauptaltar) von 1519, Restaurierung 1638 durch Johann Georg Reuth aus Kamenz und 1909. Flügelaltar mit reichem Rankenwerk und Gesprenge. In der Predella Abendmahl mit vollrund geschnitzten Figuren in erzählerischer Darstellung. Darüber vergoldeter Blatt- und Rankenschleier. Mittelschrein: Im Zentrum in überlebensgroßer Darstellung die gekrönte Muttergottes. Zu ihrer Rechten der Evangelist Johannes, links Johannes d. T., darüber Engel. Über den Figuren kostbar geschnitzte Baldachine. In den Flügeln Andreas und Christophorus. Im Gesprenge fünf Figuren in pyramidaler Anordnung: in der Mitte ein Bischof (vermutlich Donatus), zu seiner Rechten die hll. Katharina und Petrus, zur Linken die hll. Laurentius und Paulus, darüber ein Ritter (vermutlich der hl. Georg). Michaelisaltar (Seitenaltar), datiert 1498, im nördlichen Schiff. Predella mit Halbfiguren von Bogenarchitektur gerahmt: in der Mitte Anna Selbdritt, links wohl hl. Hubertus, rechts Johannes d. T. Im Schrein geschnitzte und gefasste Figur des Erzengels Michael als Seelenwäger, Flügel mit je zwei Bildern, links oben Apostel Andreas und König Sigismund, unten Evangelist Johannes und Papst Gregor, rechts oben Petrus und Paulus, unten die hll. Katharina und Barbara. Auf der Rückseite in Temperamalerei die hl. Katharina von Siena vor dem Schmerzensmann. Schlichte Granittaufe, vermutlich aus der Vorgängerkirche, in achteckiger Kelchform. Triumphkreuzgruppe, um 1400. Nach Restaurierung (1935) wieder im Triumphbogen angebracht. Qualitätvolle Holzfiguren in Lebensgröße. Kruzifix, um 1500, an der Südwand des Langhauses, gute Arbeit. Kleiner Reliquienschrank, um 1380, in der Sakristei. Im Inneren zwei Armreliquiare, auf den Innenseiten der Türen gemalte Szenen auf Goldgrund: Christus am Ölberg und Kreuzigung, feine Malerei unter böhmischen Einfluss. Kreuzreliquiar, 1. Hälfte 15. Jahrhundert, in der Sakristei. Holzkreuz mit gleich langen Armen, die Enden in Kleeblattform, am Kreuzungspunkt Öffnung, Nachbildung einer Goldschmiedearbeit. Flügelaltärchen, datiert 1505, in der Sakristei. Holzkästchen, in der Mitte Brustbild Christus als Schmerzensmann. Auf den Flügeln Renaissanceornamente um 1560. Christuskind (Bornkindl) um 1500, aus einer Mechelner Werkstatt. Geschnitzte Figur des Christusknaben auf einem Kissen stehend, die rechte Hand segnend erhoben, die linke hält eine Weltkugel mit hohem Kreuz. Schöne Beschläge, um 1480, an der Tür zur nördlichen Vorhalle.

 Protestantische Ausstattung: Achteckige Holzkanzel auf Granitkonsole, 1566, von Andreas Dreßler aus Kamenz. Am Kanzelkorb in Bogenstellungen gemalte Darstellungen aus dem Alten und Neuen Testament: Vertreibung aus dem Paradies, Verkündigung, Geburt Christi, Kreuzigung, der Auferstandene. Bogenfelder durch geschnitzte Engel getrennt. Achteckiger Schalldeckel mit geschnitzten Halbfiguren. Die Treppe ist zweimal geknickt. Auf der Brüstung die den Szenen aus dem Neuen Testament typologisch entsprechenden Szenen des Alten Testaments: Passahmahl, Messianische Weissagung, Abraham mit den drei Männern, Isaaks Opferung, Jonas. Unter der Treppe: Daniel und Habakuk. Dreiteiliges gemaltes Epitaph, 1543, von dem Cranachschüler Wolf Krodel aus Schneeberg, in der Sakristei. Mitteltafel: Gekreuzigter, in den Ecken Stifterwappen. Die äußeren Tafeln: Gericht und Gnade, links Tod und Teufel treiben Adam in die Hölle, Moses, darüber Christus als Weltenrichter, Sündenfall, dazu antithetisch auf der rechten Tafel Christus als Erlöser. Gemaltes Epitaph des Boos von Oelsnitz, 1554, von Andreas Dreßler, in der Sakristei. Darstellung des Jüngsten Gerichts, im unteren Teil Stifter und der Verstorbene. Chorgestühl, 1560, an der Nordwand des Chores. Vier durch Wangen getrennte Sitze, die Rückseiten mit Flasern beklebt, diese eine Nürnberger Arbeit. Tafelbild, nach 1560, an der Südwand des Langhauses, mit Darstellung der Kreuzigung. Zweisitziges Gestühl, 1561, neben dem Michaelisaltar im Nordschiff, wie beim Chorgestühl mit Flasern beklebt. Braunauer Herrschaftsstand, um 1580, an der Nordwand des Langhauses. Zweireihiges geschlossenes Gestühl, Gesims von Karyatiden getragen, umfangreiche Bemalung auf den Rückseiten, oben: Glaube, Liebe, Hoffnung, Geduld, Mäßigkeit, Gerechtigkeit, unten: Adam und Eva, Baum der Erkenntnis, Verkündigung, Geburt Christi, Abendmahl, die übrigen Malereien unkenntlich. Votivbild, 1585, von Andreas Dreßler, im Chor. Brustbild eines alten Mannes und Himmelfahrt in architektonischem Rahmen. Holzstatuen, um 1600, in der Ratsloge, Matthäus und Lukas. Zweisitziges Gestühl aus Nadelholz nach 1600, an der Südwand des Langhauses, die Rückseiten mit Bogen und toskanischen Pfeilern. Altargemälde, 1613, von Christoph Berger aus Kamenz, in der Ratsloge mit Darstellung Scherflein der armen Witwe, in architektonischem Holzrahmen mit Bogenabschluss. Sakristeialtar, um 1620, Holz und Alabaster, an der Ostwand des Nordschiffes. Zweigeschossiger Aufbau, Säulenstellungen, dazwischen jetzt leere Füllungen, im Giebel gemalte Darstellung der Wiederkunft Christi. Großes Sandsteinepitaph des Wolf von Ponikau, 1627, vermutlich von Zacharias Hegewald aus Dresden, an der Südwand des Chores. Dreiteiliger Aufbau: In der Sockelzone Schriftkartusche und Wappen. Im Mittelfeld Christus am Kreuz, seitlich in Nischen Petrus und Paulus. Neben dem Kreuz kniend die Familie des Verstorbenen, darüber Himmelfahrt und Gottvater auf der Weltkugel. Altarkruzifix, um 1630, aus Alabaster, Sebastian Walther zugeschrieben. Wertvolle Arbeit aus einer Kreuzigungsgruppe, die Marienfigur 1945 zerstört, die Johannesfigur befindet sich im Stadtmuseum Dresden, 1840 vom Königlich Sächsischen Altertumsverein an die Marienkirche in Kamenz überwiesen. Lesepult, 1640, im Chor, ein als Buchauflage gestaltetes korinthisches Kapitell auf gewundener hölzerner Säule. Mit Engelsköpfen geschmücktes Postament. Im Chor gute hölzerne Wappenepitaphien, einige auch im Schiff, 17. und 18. Jahrhundert. Betstube, um 1660, an der Turm-Südwand. Gestühl mit fünf Rundbogenfenstern, dazwischen Karyatiden und gewundene Säulen, vegetabile Gehänge und Fratzen. Gestühl, um 1660, an der Ostseite des Nordschiffes, um Sitze aus der Zeit um 1500 gebaut. Rückenlehne durch Karyatide und gewundene Säule geteilt, Engelköpfe und Knorpelwerk. Betstube, um 1660, an der Ostseite des Nordschiffes, mit Knorpelwerk. Zwei Betstuben, um 1660, an der Nordwand, mit Säule und Knorpelwerk. Schumacherchor, 1675, an der Südseite des Langhauses. Brüstung mit querrechteckigen Feldern mit aufgemalten Bibelsprüchen und Blattwerk auf dunkelgrauem Grund. Finsterer Chor, 1675, unter der Westempore, Bemalung ähnlich der am Schumacherchor. Lange Empore, 1703 und 1709, zweigeschossige Empore in braunem Holzton. Zweigeschossige Empore in gotisierenden Formen, 1830 und 1837, an der Nordwand. Große mechanische Kegelladen-Orgel von E. F. Walcker, 1891, von Eule 1938 durchgreifend verändert. Orgelpositiv im Chor vermutlich von Kayser, 1823, Pfeifenwerk 1935 von Eule erneuert. Sandsteinerne Grabplatten, teils mit figürlichen Darstellungen in den Vorhallen aus dem 17. und 18. Jahrhundert. Zahlreiche Grabdenkmäler auf dem mit Portal des 17. Jahrhunderts versehenen Kirchhof. Dieser auf der stadtabgewandten Seite von einer hohen Mauer umgeben, die Teil der Stadtbefestigung war.
7. ↑  Grabmale Kirche St. Marien:
  - Kriegerdenkmal für im Feldzug gegen Frankreich 1870–71 Gefallene der Parochie Kamenz, 19. Jahrhundert (Obelisk auf zweistufigem Sockel mit Gips-Inschriftenplatte auf allen 4 Seiten)
  - Grabmal, klassizistisch (Sandstein, mit 3 Vasenaufsätzen und schildförmigen Inschriftenplatten an allen 4 Seiten)
  - Grabmal, barock, vermutlich Grabmal für Esaias Adolf von Zezschwitz auf Baselitz, gestorben 1735 (Sandstein, mit kleiner Krone als Aufsatz, Inschrift stark verwittert, davor Grabplatte Carl von Zezschwitz)
  - Grabmal / Kruzifix von Rudolph von Bünau, geboren am 17. August 1759 in Pielitz, gestorben am 31. März 1823 in Kamenz, Herr auf Potschaplitz, Kgl. sächs. Hauptmann (Sandstein, Inschrift im horizontalen Kreuzarm „Herr…von Bünau“)
  - Grabmal Katharina von Zezschwitz, geborene von Luttitz (gestorben 1697), barock (Sandstein, Rückseite mit sehr dekorativem Rosengestrüpp, filigrane Sandsteinarbeit)
  - Zwei Grabmale (barock) im ersten Bogen an der Friedhofswand (Sandstein, linkes Denkmal nach der allgemeinen Beschreibung vielleicht das Denkmal einer Haugk, Vorname unbekannt, das früher an der Nordwand des Turmes stand und umgesetzt wurde, rechts Grabmal das des Malers Kaspar Martin Haberkorn)
  - Grabmal (biedermeierlich), Denkmal von Reichel, Traugott und Frau, im zweiten Bogen an der Friedhofswand (Sandstein) und Inschriftenplatt, Vierpasskartusche vom Erbbegräbnis der Familie Berggold, bezeichnet mit 1757 über dem Grabmal an Friedhofswand (Sandstein), auch im zweiten Bogen
  - Zwei Grabmale im dritten Bogen an der Friedhofswand, Steingrabmal (Granit, mit Steinmetzzeichen in Art Wappenumriss, Jahreszahl 1559) und Grabmal Hermann Jähnchen (trauernde Frauenfigur, Sandstein)
  - zwei Grabmale im vierten Bogen an der Friedhofswand (Sandstein, rechteckige Platten, Inschriften stark verwittert, eine Platte mit Inschrift „KARL…“ und andere mit Inschrift „HERR…“, vermutlich 19. Jahrhundert; Reichel, Christian; Haugk, Rosina geborene Kneschke)
  - vermutlich Aufsatz eines Grabmals im fünften Bogen an der Friedhofswand, kniender trauernder Engel, um 1900
  - Zwei Grabplatten in einer Bogennische an der Friedhofswand, Sandstein, 17. Jahrhundert. Rechts: Grabplatte für die Bürgermeistergattin Regina Hillmann geborene Wagner (gestorben 1680). Links Grabplatte für den Goldschmied Alexander Schober (gestorben 1626).
  - Zwei Grabplatten in einer Bogennische an der Friedhofswand, Wagner Dietrich und Gattin, Sandstein, 17. Jahrhundert, jede Grabplatte mit jeweils einem Engel, der Tuch vor einer Brüstung hält, Tuch von Putti flankiert, sehr qualitätvolle Sandsteinarbeiten, Widmung unbekannt
  - Bogennische mit einem Grabstein, Archidiakonus Neumann und Frau, Sandstein, barock
  - Bogennische mit einem Grabstein, Johann Kaulfuß, Sandstein, barock, sehr aufwändige Arbeit
  - Grabmal für Gustav Schönfelder (Lehrer, geboren 1878, gestorben 1921)
  - Vier Grabmale an Friedhofswand; Rießner, Marie Elisabeth; Schober, Rosina; Beger, Christian; Lohse, Christian Gottfried (Sandstein, 18. Jahrhundert)
    - mit seitlichen Engeln
    - Frau mit zwei Wickelkindern im Arm
    - zwei ovale Tafeln mit Sonnenmotiv
    - zwei ovale Tafeln mit gekreuztem Tau

  - Granitplatte in Friedhofsmauer, mit Inschrift „1546 Eine feste Burg ist unser Gott 1946“ eingesetzt anlässlich der Reparatur der Mauer
  - schmiedeeisernes Kreuz auf profiliertem Sandsteinsockel, 19. Jahrhundert
  - Grabmal der Familie Bruno Steinborn, wohl 1. Hälfte 20. Jahrhundert
  - Grabmal der Familie Lippert, Marmor, 1. Hälfte 20. Jahrhundert
  - Figurengrabmal Segnender Christus, Zinkguss, Anfang 20. Jahrhundert
  - Figurengrabmal für ein Kindergrab (Wolfgang Boer 1920–1931), Kunststein, um 1950(?)
  - Grabmal für Dr. F.W. Dittrich (1. Bürgermeister von Kamenz), gestorben 1925, Sandstein, im Art-déco-Stil
  - Grabmal für Emil Friedrich Reif (gestorben 1915) und Sophie Riehme (gestorben 1830), Sandsteinpostament mit weit ausladendem Kämpferaufsatz und bekrönendem Kreuz, um 1830/40
  - Grabmal für Emilie Augusta Schöne (gestorben 1889), aufwändige Sandsteinarbeit, Ende 19. Jahrhundert
  - Grabmal für Karl Reif (gestorben 1936), Helene Reif, Emil Hustig, Johanna Hustig, Marmorsockel mit stehendem segnenden Christus (Galvanoplastik), nach 1930
  - Grabmal an Kirchenwand, bezeichnet mit 1617, Dr. Samuel Wechinger, Sandstein
  - Grabmal an Kirchenwand, bezeichnet mit 1582, Marta Mattig, Sandstein
  - Grabmal an Kirchenwand, mittelalterlich, bezeichnet mit 1552, Steinmetzzeichen in Wappenform, das Zeichen mit der Jahreszahl 1548 ist auch in Schwosdorf auf einem Stein, einem alten Türsturz, vor der Lutherlinde vorhanden (mit Wappendarstellung)
  - Grabmal an Kirchenwand, Grabplatte für den Erbmüller Johann Freudenberg (gestorben 1747) und seine Frau Anna Elisabeth geb. Probst (gestorben 1760), Sandstein, mit Darstellung von Werkzeugen auf den seitlichen Rahmen
  - Grabmal an Kirchenwand, Grabmal für den Büchsenmacher Johann Christoph (gestorben 1745) und seine Frau Juliana geborene Teubel (gestorben 1742), Sandstein
  - Grabmal an Kirchenwand, Grabmal für den Ratsherrn Johann Bursang (gestorben 1707) und seine Frau Catharina (gestorben 1728), Sandstein, mit Darstellung einer Palme
  - Grabmal an Kirchenwand für Rosina Sophia Krän, mit Palmwedel umrahmte ovale Inschriftenplatte, biedermeierlich, um 1830/40
  - Grabmal für Christian Gottlieb Langner (gestorben 1787) und seine Familie, Sandstein, biedermeierlich (zweizoniger Aufbau)
  - Grabmal an Kirchenwand für Johann Christian Baser und Frau, Sandstein, schlichte rundbogig abgeschlossene Grabplatte mit umlaufendem Spruchband, 19. Jahrhundert (?)
  - Grabmal an Kirchenwand, Grabmal für den Erbmüller Johann Peter Probst (gestorben 1780) und seine Frau Anna Rosina geborene Hennig (gestorben 1791), Sandstein, barock
  - Grabmal an Kirchenwand, Grabmal für den Kürschner und Rauchwarenhändler Johann Gottfried Probst (gestorben 1787), Sandstein (zweizoniger Aufbau)
  - Grabmal an Friedhofswand für einen unbekannten Tuchmacher, Sandstein, aufwändige Arbeit mit Inschriftenkartusche und bekrönender Engelsfigur, barock
  - Grabmal an Kirchenwand, Grabmal der Familie Beilichen (1717), Sandstein, barock
  - Grabmal an Kirchenwand, Grabmal der Familie Peuckwitz (um 1791), Sandstein
  - Grabmal an Kirchenwand, Grabmal für den Weißbäcker Johann Christoph Daniel Agricola (gestorben 1765) und seine Familie, Sandstein
  - Grabmal an Kirchenwand, Grabmal für Familie Johann Andreas Freudenberg (1799), Sandstein
  - Grabmal an Kirchenwand für den Riemenschneider Johann Christoph Schulze, Sandstein
  - Grabmal an Kirchenwand, Sandstein, barock
  - Grabplatte (Bruchstück) für Kaspar von Löben, Sandstein, um 1660
  - Grabmal für Theodor Heinrich Reich (gestorben 1895), Gusseisen
  - Grabmal an Kirchenwand, Sandstein, barock, stark verwittert
  - Grabmal an Kirchenwand, Sandstein, barock stark verwittert
  - Grabmal an Kirchenwand, Sandstein, barock, stark verwittert
  - Grabmal an Kirchenwand, Sandstein, barock, stark verwittert
  - Grabmal vor Kirchenwand, Obelisk mit Wappendarstellung auf würfelförmigem Postament, Sandstein, 19. Jahrhundert
  - Grabmal vor Kirchenwand, Postament mit Figurenaufsatz eines stehenden Engels, Sandstein, 1801
  - Grabmal vor Kirchenwand, Obelisk mit geflochtenem Kranz, auf würfelförmigem Postament, 19. Jahrhundert
  - Grabmal vor Kirchenwand, Grabmal, Sandstein, Anfang 19. Jahrhundert
  - Grabmal vor Kirchenwand, Sandstein, barock, mit rahmendem Akanthuslaub
  - Grabmal vor Kirchenwand, Sandstein, barock, mittig runde Inschriftentafel
  - Grabmal vor Kirchenwand, Sandstein, barock, drei Inschriftenkartuschen, Kronenaufsatz
  - Findling, vor Kirchenwand, Kaufmann Alfred Meisel, gest.1927, der Stein wurde umgesetzt, das eigentliche Grab befindet sich an der Südwestecke des Chores
  - Grabmal vor Kirchenwand, Sandstein, barock, mit zwei Inschriftenkartuschen
  - Grabstein an Ostseite der alten Sakristei (ehemalige Kapelle) zwischen der Treppe zur Gruft und der Mauer als Sturz, barock, mit lesbarer Inschrift
  - Grabmal für Willy Muhle, Granitz (poliert) mit Inschrift, um 1950.
8. ↑  Beschreibung und Begründung des Gartendenkmals (Ragnhild Kober-Carrière, 2014):

 Der einstige private Garten des Kunst- und Handelsgärtners Wilhelm Weiße (1846–1916) ist öffentlich zugängig und wird als „Wilhelm-Weiße-Garten“ bezeichnet. Ein feingliedriges Wegenetz ermöglicht die Betrachtung der wertvollen Kleingehölze, die zum Teil aus dem ursprünglichen Garten, der auch als Schaugarten unter Wilhelm Weiße genutzt wurde, hervorgehen. Weiße, der auf dem Gebiet der Einführung, Akklimatisierung und Züchtung von Koniferen im In- und Ausland hohes Ansehen erlangte, widmete eine Blaufichten-Sorte dem König Albert (Picea pungens „König Albert“). Der König pflanzte eine Blaufichte (dieser Sorte?) am 7. August 1892 im Garten von Wilhelm Weiße. Eine Steintafel am Fuße des hoch aufgewachsenen, über 120 Jahre alten Baumes erinnert an dieses Ereignis. Eine Blutbuchengruppe an der Südwestecke des Gartens bewirkt eine Überschattung des Gartens. Ein rekonstruiertes Brunnenhaus und ein Grundwasserbrunnen befinden sich im Zentrum, ein kleiner Platz mit Gartenhaus („Kleine Neugierde“) an der Nordwestecke. Der Garten hat auf Grund seines wertvollen Gehölzbestandes, der zum Teil auf Pflanzungen von Wilhelm Weiße zurückgeht, zum Teil aber auch bei der Wiederherstellung des Gartens 1999 neu angepflanzt wurde, pflanzenkulturhistorischen Wert. Im Zusammenhang mit den benachbarten öffentlichen Grünanlagen (Volkspark als ehemaliges Baumschulgelände Wilhelm Weißes, Lessingplatz und Robert-Koch-Platz) ist er für die Freiraumstruktur der Stadt von Bedeutung. Als Garten der Villa von Wilhelm Weiße hat er gartengeschichtliche Bedeutung.
9. ↑  Dehio – Handbuch der deutschen Kunstdenkmäler / Sachsen Band 1:

Evangelische Klosterkirche St. Annen (Schulplatz). Stattliche turmlose Hallenkirche, die durch Zerstörung der Klostergebäude durch Brand heute frei auf einem Platz steht. Nach 1493 außerhalb der Stadtmauer vermutlich durch Wolff Hrabisch aus Kamenz zusammen mit den Konventgebäuden errichteter Bau. Mit dem Kloster Anfang 16. Jahrhundert in die Stadtmauer einbezogen. Baubeginn am Chor, Vollendung des Langhauses wohl 1512. Seit 1565 wurde das Kloster als evangelische Stadtschule verwendet, die Kirche für den evangelischen Gottesdienst in sorbischer Sprache – Wendische Kirche – eingerichtet. Beim Stadtbrand 1842 wurde der Dachstuhl zerstört, das Innere blieb aber weitgehend erhalten. Wiederherstellung bis 1850 unter Mitwirkung Gottfried Sempers. Dabei erfolgte die Anlage der Fenster der Südseite, die Errichtung der Glockenbekrönung über dem Westgiebel und die Ausstattung des Innenraumes.

Verputzter Bruchsteinbau mit langgestrecktem, leicht nach Süden aus der Achse gerichtetem Chor, dieser mit 3/8-Schluss. Steiles Satteldach, an der West- und Ostseite des Langhauses je ein mit Backsteinblendarkaden verzierter Giebel. Strebepfeiler stützen den Bau auch an der Westfassade. Im Spitzbogen geschlossene große Fenster, im Langhaus dreiteilig ohne Maßwerk, im Chor zweiteilig mit einfachem Maßwerk. Das Hauptportal an der Westfassade, ebenso das Portal in der Südwestecke des Chores mit spätgotischen Profilierungen.

 Das Innere der dreischiffigen vierjochigen Halle hell und weiträumig. Über schlanken Achteckpfeilern aus Sandstein entwickeln sich kämpferlos regelmäßige Parallelrippengewölbe. Der durch einen Triumphbogen abgeteilte dreijochige Chorraum ebenfalls mit Netzgewölben. An der Westwand hölzerne Orgelempore, nach 1842.

 Ausstattung: Fünf großartige spätgotische Flügelaltäre und weitere Figuren bestimmen den Raum. Prächtiger mit zierlichem Rankenwerk geschmückter Annenaltar (Hauptaltar), von 1520. In der Predella, deren Zuordnung zum Schrein nicht gesichert ist, als Relief die Darstellung des Abendmahls in genrehafter Auffassung. Seitlich an den reich geschmückten Hörnern Wappen König Ludwigs II. von Ungarn und dessen Gemahlin Maria, Erzherzogin von Österreich. Im nach vorn spitz auskragenden Schrein Anna Selbdritt. Maria in betont repräsentativer Haltung als Himmelskönigin, dem Christuskind, das Anna auf dem Schoß hält, einen Teller mit Früchten reichend. Über den beiden thronenden Figuren schwebt im Hintergrund die Halbfigur Gottvaters in den Wolken. Darunter auf einer Konsole zwei musizierende Engel. In den abgerundeten Seiten des Schreins zwei Engel auf kandelaberartigen Postamenten, die zusammen mit der festlichen Baldachinarchitektur die repräsentative Wirkung unterstützen. In den Seitenflügeln Darstellung der Hl. Sippe: jeweils eine der Marien vor einer Empore, auf der weitere Ahnen versammelt sind, von ihren Kindern umgeben. Auf den Flügelrückseiten Gemälde, die sich an druckgrafische Vorbilder (Schongauer und Dürer) anlehnen sowie Einflüsse der Donauschule zeigen: Links oben Judaskuss, unten Kreuztragung, rechts oben Christus vor Pilatus, unten Kreuzigung. Marienaltar, um 1520. Schöner, mit einem Flügelpaar erhaltener Schnitzaltar, stilistisch dem Marienaltar in der ehemaligen Franziskanerkirche (Dreifaltigkeitskirche) in Görlitz nahestehend. In der Predella (diese wohl ursprünglich zum Sippenaltar gehörig) drei Kirchenväter u. a. Hieronymus, an Lesepulten. Hervorragende Zeugnisse für den Beginn der Renaissanceauffassung in der Kamenzer Schnitzplastik. Im Schrein anmutige Madonna im Strahlenkranz, umschwebt von einem die Krone haltenden Engelspaar. Auf den Innenseiten der Flügel geschnitzte Szenen aus dem Marienleben inlebhaftem Erzählstil: Links oben  Verkündigung, rechts oben Heimsuchung, links unten Geburt Christi, rechts unten Anbetung der Hl. Drei Könige. Auf der Rückseite gemalte Darstellungen von großem erzählerischem Reichtum: Links oben Verkündigung an Joachim, rechts oben Anna und Joachim an der Goldenen Pforte, links unten Verlobung Marias, rechts unten Jesus im Tempel. Sippenaltar, um 1520. Relativ kleiner Flügelaltar, ohne Predella, mit ausführlicher Reliefdarstellung der Hl. Sippe, diese von lebhaft erzählerischen Zügen geprägt. Im Mittelschrein nebeneinander thronend Maria mit dem Christuskind und die hl. Anna, darüber auf einer Empore Joseph und die drei Männer der Anna. In den zwei Seitenflügeln Maria Kleophas und Maria Salome mit ihren Söhnen, darüber, ebenfalls auf Emporen, weitere Angehörige der Hl. Sippe. Auf den bemalten Außenseiten der Flügel wird die Darstellung aus dem Mittelschrein variiert: Links, unter einem Bogen Maria und Joseph auf einer Empore, rechts Anna und deren drei Männer auf einer Empore. Der reich gefasste und bemalte Franziskusaltar, um 1515, gehört zu den bedeutendsten Kamenzer Schnitzaltären und verweist in Auffassung und formaler Behandlung auf den Meister des Marienaltars der Marienkirche. In der Predella bewegte Kreuztragungsszene, an grafischen Vorlagen (Martin Schongauer) orientiert, die auf die darüber in 13 Szenen behandelte Franziskusvita programmatischen Bezug nimmt. Die Intensität der Darstellung findet, außer in der Buchkunst, kaum Parallelen in Deutschland. Im Mittelschrein die Stigmatisierung des hl. Franziskus. Die geschnitzten Flügelreliefs zeigen die vier wichtigsten Stationen im Leben des hl. Franziskus: Links oben Lossagung vom Vater und Verzicht auf weltliches Gut, unten Traum Papst Innozenz III., rechts oben Predigt vor Papst Honorius III., unten Tod des hl. Franziskus. Auf der ersten Wandlung acht in detaillierte Landschaftsdarstellungen eingebundene gemalte Szenen aus dem Leben des Heiligen, die sich an dem 1512 in Nürnberg erschienenen Holzschnittzyklus zur Vita des hl. Franziskus nach Bonaventura von Wolf Traut orientieren. Gemäß der von Bonaventura vorgegebenen Reihenfolge werden beginnend von links oben, dann zum Bild darunter, um dann wieder in der oberen Reihe fortzufahren, folgende Szenen dargestellt: Vision des Kruzifix, Predigt vor den sieben Brüdern, Gründung der drei franziskanischen Orden, Versuchung durch den Teufel im Schnee, Teufelsplage im Hause Kardinal Leos, Schlangenwunder, Feuerprobe vor dem Sultan, Blutwunder vor Papst Gregor IX. Bei geschlossenen Flügeln auf vier Gemälden je drei Nothelfer unter Blumengewinden in Anlehnung an Cranachsche Vorbilder. Bemerkenswert sind die landschaftlichen Hintergründe auf allen Bildtafeln. Dreiflügliger Heilandsaltar, bezeichnet mit 1513 (auf dem Grund des Schreins und der Flügel). In der Predella mittig eine jetzt leere Expositur, links als Relief die Geburt Christi, rechts die Anbetung der Hl. Drei Könige. Mittelschrein mit dem hl. Franziskus von Assisi und dem hl. Bernhard von Siena zu beiden Seiten des Salvators im asketischen Gestus. Das im Schrein eingehaltene Prinzip der Reihung der Figuren wird auf den in zwei übereinanderliegende Felder geteilten Flügelinnenseiten fortgesetzt, in denen, bis auf die fünf marokkanischen Märtyrer, rechts unten, je zwei Heilige dargestellt sind. Von links oben nach rechts unten: König Sigismund, Willibrord, Kaiser (Karl der Große?), Bonaventura, Antonius von Padua, Klara von Assisi, Märtyrer. Auf den bemalten Tafeln der Flügelrückseiten je zwei einander zugewandte Apostel mit ihren Attributen in feiner plastischer Durchbildung der Physiognomien und der Gewänder. Die monumentale Darstellung in Anlehnung an druckgrafische Vorbilder (Schongauer), in ihrer Großartigkeit aber durchaus eigenständig. Neun Figuren eines nicht mehr vorhandenen Apostelaltars, um 1520 (an der Westwand). Sechs Figuren eines nicht mehr vorhandenen Franziskusaltars, um 1520, die Figuren in franziskanischem Ornat, der hl. Franziskus die Stigmatisation empfangend in Reliefdarstellung vor Felslandschaft mit Kapelle (an der Westwand). Christus als Schmerzensmann, um 1520, in ergreifender Darstellung. Spätgotischer Zweisitz und ein Dreisitz, die Wangen als Maßwerk gebildet mit Schnitzfries als oberen Abschluss. Prächtig bemaltes, dreiteiliges Gestühl, 1580, die Bemalung wohl von Andreas Dreßler, Brüstung durch Pilaster geteilt, in Rundbogenfüllungen Darstellungen der Tugenden, an der Rückwand Geburt Christi, Kreuzigung, Auferstehung, Himmelfahrt, in der Hohlkehle darüber Auferstehung der Toten. Epitaph des Malers Andreas Dreßler, 1604, von diesem selbst, vollendet  durch Lorenz Göring, in bemaltem Rahmen unten gemalte Darstellung der Familie des Verstorbenen, darüber Jordantaufe, oben der Auferstandene. Denkmal des Hans Burscher, 1619, Öl auf Holz. In gemaltem Rahmen Christus auf dem Regenbogen und Jüngstes Gericht, darüber die Familie des Verstorbenen. Denkmal für Martha Mättig, 1637, Rahmen aus Roll- und Knorpelwerk mit rechteckiger Schriftplatte und Familienwappen. Gedenktafel zur Erinnerung an Johann Georg I., 1654. Drei gemalte Tafeln in mit Voluten und Engelköpfen geschmücktem Rahmen, unten Johann Georg kniend vor einem Kruzifix, darüber ovale Texttafel, oben das kursächsische Wappen. Weitere Epitaphien und Gemälde des 16. bis 18. Jahrhundert. Geschnitztes Kursächsisches Wappen, 1682, an der Orgelempore, vom 1891 vernichteten barocken Prospekt der Orgel der Marienkirche. Hölzerne neugotische Kanzel von 1852. Mende-Orgel, 1849/50, mit schönem neugotischem Prospekt.

An der Nord- und Ostseite Reste der zur Stadtbefestigung gehörenden Klostermauer. Südwestlich der Klosterkirche das ehemalige Klostertor (die Toröffnung für das zunächst außerhalb der Stadtbefestigung gelegene Kloster), mit einem Wohnhaus des späten 18. Jahrhunderts überbaut.